# Lista de asteroides (236001-237000)
Esta é uma lista parcial de asteroides, do asteroide número 236001 até o 237000, inclusive. Veja também o índice com todas as listas disponíveis.

| Objeto Próximos à Terra | Cinturão de asteroides (interno) | Cinturão de asteroides (externo) | Centauro       |
| Cruzador de Marte       | Cinturão de asteroides (meio)    | Troianos de Júpiter              | Transnetuniano |

Veja mais dados de cada asteroide na ligação externa para o Minor Planet Center na última coluna.
Índice: 236001... 236101... 236201... 236301... 236401... 236501... 236601... 236701... 236801... 236901... 

## 236001–236100
| Designação | Designação | Descoberta  | Descoberta        | Descobridor(es)     | Categoria | Mais informações / Referência |
| Permanente | Provisória | Data        | Local             | Descobridor(es)     | Categoria | Mais informações / Referência |
| ---------- | ---------- | ----------- | ----------------- | ------------------- | --------- | ----------------------------- |
| 236001     | 2005 GB23  | 1 abr 2005  | Anderson Mesa     | LONEOS              | Brangane  | MPC                           |
| 236002     | 2005 GW23  | 2 abr 2005  | Mount Lemmon      | Mount Lemmon Survey | —         | MPC                           |
| 236003     | 2005 GA24  | 2 abr 2005  | Mount Lemmon      | Mount Lemmon Survey | Ursula    | MPC                           |
| 236004     | 2005 GE27  | 3 abr 2005  | Palomar           | NEAT                | —         | MPC                           |
| 236005     | 2005 GG29  | 4 abr 2005  | Kitt Peak         | Spacewatch          | —         | MPC                           |
| 236006     | 2005 GQ31  | 4 abr 2005  | Catalina          | CSS                 | —         | MPC                           |
| 236007     | 2005 GA41  | 4 abr 2005  | Socorro           | LINEAR              | —         | MPC                           |
| 236008     | 2005 GE45  | 5 abr 2005  | Palomar           | NEAT                | —         | MPC                           |
| 236009     | 2005 GC48  | 5 abr 2005  | Mount Lemmon      | Mount Lemmon Survey | —         | MPC                           |
| 236010     | 2005 GA71  | 4 abr 2005  | Kitt Peak         | Spacewatch          | Brangane  | MPC                           |
| 236011     | 2005 GN72  | 4 abr 2005  | Catalina          | CSS                 | —         | MPC                           |
| 236012     | 2005 GA78  | 6 abr 2005  | Catalina          | CSS                 | —         | MPC                           |
| 236013     | 2005 GU80  | 7 abr 2005  | Mount Lemmon      | Mount Lemmon Survey | —         | MPC                           |
| 236014     | 2005 GC82  | 4 abr 2005  | Kitt Peak         | Spacewatch          | —         | MPC                           |
| 236015     | 2005 GM89  | 5 abr 2005  | Mount Lemmon      | Mount Lemmon Survey | —         | MPC                           |
| 236016     | 2005 GJ94  | 6 abr 2005  | Kitt Peak         | Spacewatch          | —         | MPC                           |
| 236017     | 2005 GD95  | 6 abr 2005  | Kitt Peak         | Spacewatch          | —         | MPC                           |
| 236018     | 2005 GV96  | 6 abr 2005  | Mount Lemmon      | Mount Lemmon Survey | Ursula    | MPC                           |
| 236019     | 2005 GT98  | 7 abr 2005  | Kitt Peak         | Spacewatch          | —         | MPC                           |
| 236020     | 2005 GH105 | 10 abr 2005 | Kitt Peak         | Spacewatch          | —         | MPC                           |
| 236021     | 2005 GR112 | 6 abr 2005  | Kitt Peak         | Spacewatch          | —         | MPC                           |
| 236022     | 2005 GL121 | 5 abr 2005  | Kitt Peak         | Spacewatch          | —         | MPC                           |
| 236023     | 2005 GK122 | 6 abr 2005  | Mount Lemmon      | Mount Lemmon Survey | Eos       | MPC                           |
| 236024     | 2005 GQ128 | 3 abr 2005  | Siding Spring     | SSS                 | —         | MPC                           |
| 236025     | 2005 GN133 | 10 abr 2005 | Kitt Peak         | Spacewatch          | —         | MPC                           |
| 236026     | 2005 GG139 | 12 abr 2005 | Mount Lemmon      | Mount Lemmon Survey | —         | MPC                           |
| 236027     | 2005 GM141 | 6 abr 2005  | Kitt Peak         | Spacewatch          | —         | MPC                           |
| 236028     | 2005 GZ147 | 11 abr 2005 | Kitt Peak         | Spacewatch          | Ursula    | MPC                           |
| 236029     | 2005 GA152 | 12 abr 2005 | Kitt Peak         | Spacewatch          | —         | MPC                           |
| 236030     | 2005 GL154 | 9 abr 2005  | Socorro           | LINEAR              | —         | MPC                           |
| 236031     | 2005 GV160 | 13 abr 2005 | Anderson Mesa     | LONEOS              | —         | MPC                           |
| 236032     | 2005 GY166 | 11 abr 2005 | Junk Bond         | Junk Bond Obs.      | —         | MPC                           |
| 236033     | 2005 GQ170 | 12 abr 2005 | Socorro           | LINEAR              | —         | MPC                           |
| 236034     | 2005 GS170 | 12 abr 2005 | Anderson Mesa     | LONEOS              | —         | MPC                           |
| 236035     | 2005 GA171 | 12 abr 2005 | Mount Lemmon      | Mount Lemmon Survey | —         | MPC                           |
| 236036     | 2005 GW171 | 13 abr 2005 | Anderson Mesa     | LONEOS              | —         | MPC                           |
| 236037     | 2005 GD179 | 12 abr 2005 | Anderson Mesa     | LONEOS              | —         | MPC                           |
| 236038     | 2005 GW179 | 5 abr 2005  | Catalina          | CSS                 | —         | MPC                           |
| 236039     | 2005 GJ181 | 12 abr 2005 | Kitt Peak         | Spacewatch          | —         | MPC                           |
| 236040     | 2005 GP182 | 1 abr 2005  | Kitt Peak         | Spacewatch          | Brangane  | MPC                           |
| 236041     | 2005 GN210 | 12 abr 2005 | Anderson Mesa     | LONEOS              | —         | MPC                           |
| 236042     | 2005 GA220 | 4 abr 2005  | Mount Lemmon      | Mount Lemmon Survey | —         | MPC                           |
| 236043     | 2005 GU221 | 7 abr 2005  | Kitt Peak         | Spacewatch          | —         | MPC                           |
| 236044     | 2005 GG222 | 9 abr 2005  | Kitt Peak         | Spacewatch          | —         | MPC                           |
| 236045     | 2005 HU1   | 16 abr 2005 | Jarnac            | Jarnac Obs.         | —         | MPC                           |
| 236046     | 2005 HC2   | 16 abr 2005 | Kitt Peak         | Spacewatch          | —         | MPC                           |
| 236047     | 2005 HL7   | 30 abr 2005 | Kitt Peak         | Spacewatch          | Ursula    | MPC                           |
| 236048     | 2005 JV2   | 3 mai 2005  | Kitt Peak         | Spacewatch          | —         | MPC                           |
| 236049     | 2005 JO4   | 1 mai 2005  | Kitt Peak         | Spacewatch          | —         | MPC                           |
| 236050     | 2005 JL5   | 6 mai 2005  | Catalina          | CSS                 | —         | MPC                           |
| 236051     | 2005 JV13  | 1 mai 2005  | Palomar           | NEAT                | —         | MPC                           |
| 236052     | 2005 JQ19  | 4 mai 2005  | Kitt Peak         | Spacewatch          | —         | MPC                           |
| 236053     | 2005 JJ20  | 4 mai 2005  | Catalina          | CSS                 | —         | MPC                           |
| 236054     | 2005 JJ22  | 8 mai 2005  | Mayhill           | A. Lowe             | —         | MPC                           |
| 236055     | 2005 JD23  | 2 mai 2005  | Kitt Peak         | Spacewatch          | —         | MPC                           |
| 236056     | 2005 JK23  | 2 mai 2005  | Bergisch Gladbach | W. Bickel           | —         | MPC                           |
| 236057     | 2005 JN26  | 3 mai 2005  | Kitt Peak         | Spacewatch          | —         | MPC                           |
| 236058     | 2005 JE29  | 3 mai 2005  | Kitt Peak         | Spacewatch          | —         | MPC                           |
| 236059     | 2005 JH38  | 6 mai 2005  | Kitt Peak         | Spacewatch          | —         | MPC                           |
| 236060     | 2005 JY46  | 3 mai 2005  | Kitt Peak         | Spacewatch          | —         | MPC                           |
| 236061     | 2005 JF64  | 10 mai 2005 | Mayhill           | A. Lowe             | —         | MPC                           |
| 236062     | 2005 JV64  | 4 mai 2005  | Kitt Peak         | Spacewatch          | Ursula    | MPC                           |
| 236063     | 2005 JB67  | 4 mai 2005  | Catalina          | CSS                 | —         | MPC                           |
| 236064     | 2005 JA71  | 7 mai 2005  | Catalina          | CSS                 | —         | MPC                           |
| 236065     | 2005 JZ76  | 9 mai 2005  | Catalina          | CSS                 | —         | MPC                           |
| 236066     | 2005 JU80  | 9 mai 2005  | Catalina          | CSS                 | —         | MPC                           |
| 236067     | 2005 JQ84  | 8 mai 2005  | Catalina          | CSS                 | —         | MPC                           |
| 236068     | 2005 JV88  | 10 mai 2005 | Catalina          | CSS                 | —         | MPC                           |
| 236069     | 2005 JZ98  | 9 mai 2005  | Mount Lemmon      | Mount Lemmon Survey | —         | MPC                           |
| 236070     | 2005 JT100 | 9 mai 2005  | Anderson Mesa     | LONEOS              | —         | MPC                           |
| 236071     | 2005 JU102 | 9 mai 2005  | Catalina          | CSS                 | —         | MPC                           |
| 236072     | 2005 JK121 | 10 mai 2005 | Kitt Peak         | Spacewatch          | Ursula    | MPC                           |
| 236073     | 2005 JK122 | 11 mai 2005 | Palomar           | NEAT                | —         | MPC                           |
| 236074     | 2005 JW126 | 12 mai 2005 | Mount Lemmon      | Mount Lemmon Survey | —         | MPC                           |
| 236075     | 2005 JH136 | 11 mai 2005 | Catalina          | CSS                 | —         | MPC                           |
| 236076     | 2005 JR137 | 13 mai 2005 | Kitt Peak         | Spacewatch          | Brangane  | MPC                           |
| 236077     | 2005 JM148 | 6 mai 2005  | Catalina          | CSS                 | —         | MPC                           |
| 236078     | 2005 JF150 | 3 mai 2005  | Kitt Peak         | Spacewatch          | Ursula    | MPC                           |
| 236079     | 2005 JK158 | 6 mai 2005  | Catalina          | CSS                 | —         | MPC                           |
| 236080     | 2005 JZ158 | 7 mai 2005  | Kitt Peak         | Spacewatch          | —         | MPC                           |
| 236081     | 2005 JY160 | 8 mai 2005  | Kitt Peak         | Spacewatch          | —         | MPC                           |
| 236082     | 2005 JE176 | 4 mai 2005  | Catalina          | CSS                 | —         | MPC                           |
| 236083     | 2005 JA185 | 1 mai 2005  | Siding Spring     | SSS                 | —         | MPC                           |
| 236084     | 2005 KJ    | 16 mai 2005 | Kitt Peak         | Spacewatch          | Brangane  | MPC                           |
| 236085     | 2005 KO3   | 17 mai 2005 | Mount Lemmon      | Mount Lemmon Survey | —         | MPC                           |
| 236086     | 2005 KW11  | 29 mai 2005 | Reedy Creek       | J. Broughton        | —         | MPC                           |
| 236087     | 2005 LH2   | 2 jun 2005  | Catalina          | CSS                 | —         | MPC                           |
| 236088     | 2005 LZ10  | 3 jun 2005  | Kitt Peak         | Spacewatch          | —         | MPC                           |
| 236089     | 2005 LB41  | 10 jun 2005 | Kitt Peak         | Spacewatch          | —         | MPC                           |
| 236090     | 2005 LM45  | 13 jun 2005 | Kitt Peak         | Spacewatch          | —         | MPC                           |
| 236091     | 2005 LO51  | 14 jun 2005 | Kitt Peak         | Spacewatch          | —         | MPC                           |
| 236092     | 2005 MN10  | 27 jun 2005 | Kitt Peak         | Spacewatch          | Ursula    | MPC                           |
| 236093     | 2005 MQ10  | 27 jun 2005 | Kitt Peak         | Spacewatch          | —         | MPC                           |
| 236094     | 2005 MV34  | 29 jun 2005 | Palomar           | NEAT                | —         | MPC                           |
| 236095     | 2005 NB    | 1 jul 2005  | Socorro           | LINEAR              | —         | MPC                           |
| 236096     | 2005 NM36  | 6 jul 2005  | Kitt Peak         | Spacewatch          | —         | MPC                           |
| 236097     | 2005 NS88  | 4 jul 2005  | Mount Lemmon      | Mount Lemmon Survey | —         | MPC                           |
| 236098     | 2005 OD8   | 30 jul 2005 | Socorro           | LINEAR              | —         | MPC                           |
| 236099     | 2005 OV28  | 27 jul 2005 | Siding Spring     | SSS                 | —         | MPC                           |
| 236100     | 2005 PY14  | 4 ago 2005  | Palomar           | NEAT                | —         | MPC                           |

## 236101–236200
| Designação             | Designação | Descoberta  | Descoberta       | Descobridor(es)     | Categoria | Mais informações / Referência |
| Permanente             | Provisória | Data        | Local            | Descobridor(es)     | Categoria | Mais informações / Referência |
| ---------------------- | ---------- | ----------- | ---------------- | ------------------- | --------- | ----------------------------- |
| 236101                 | 2005 QK2   | 24 ago 2005 | Palomar          | NEAT                | —         | MPC                           |
| 236102                 | 2005 QQ51  | 27 ago 2005 | Kitt Peak        | Spacewatch          | —         | MPC                           |
| 236103                 | 2005 QQ53  | 28 ago 2005 | Kitt Peak        | Spacewatch          | Pallas    | MPC                           |
| 236104                 | 2005 QJ71  | 29 ago 2005 | Socorro          | LINEAR              | —         | MPC                           |
| 236105                 | 2005 QJ75  | 29 ago 2005 | Kitt Peak        | Spacewatch          | —         | MPC                           |
| 236106                 | 2005 QU84  | 30 ago 2005 | Socorro          | LINEAR              | —         | MPC                           |
| 236107                 | 2005 QE94  | 27 ago 2005 | Palomar          | NEAT                | —         | MPC                           |
| 236108                 | 2005 QB96  | 27 ago 2005 | Haleakala        | NEAT                | —         | MPC                           |
| 236109                 | 2005 QG113 | 27 ago 2005 | Palomar          | NEAT                | —         | MPC                           |
| 236110                 | 2005 QO190 | 28 ago 2005 | Siding Spring    | SSS                 | —         | MPC                           |
| 236111 Wolfgangbüttner | 2005 RW4   | 7 set 2005  | Radebeul         | M. Fiedler          | —         | MPC                           |
| 236112                 | 2005 SP7   | 24 set 2005 | Kitt Peak        | Spacewatch          | —         | MPC                           |
| 236113                 | 2005 SC21  | 26 set 2005 | Goodricke-Pigott | R. A. Tucker        | —         | MPC                           |
| 236114                 | 2005 SL61  | 26 set 2005 | Kitt Peak        | Spacewatch          | Pallas    | MPC                           |
| 236115                 | 2005 SZ103 | 25 set 2005 | Palomar          | NEAT                | —         | MPC                           |
| 236116                 | 2005 SX104 | 25 set 2005 | Palomar          | NEAT                | —         | MPC                           |
| 236117                 | 2005 SA112 | 26 set 2005 | Palomar          | NEAT                | —         | MPC                           |
| 236118                 | 2005 SJ116 | 27 set 2005 | Kitt Peak        | Spacewatch          | Juno      | MPC                           |
| 236119                 | 2005 SE124 | 29 set 2005 | Anderson Mesa    | LONEOS              | —         | MPC                           |
| 236120                 | 2005 SS137 | 24 set 2005 | Kitt Peak        | Spacewatch          | —         | MPC                           |
| 236121                 | 2005 SZ143 | 25 set 2005 | Kitt Peak        | Spacewatch          | —         | MPC                           |
| 236122                 | 2005 SQ151 | 25 set 2005 | Kitt Peak        | Spacewatch          | —         | MPC                           |
| 236123                 | 2005 SQ157 | 26 set 2005 | Kitt Peak        | Spacewatch          | —         | MPC                           |
| 236124                 | 2005 SZ190 | 29 set 2005 | Goodricke-Pigott | R. A. Tucker        | —         | MPC                           |
| 236125                 | 2005 SA215 | 30 set 2005 | Catalina         | CSS                 | —         | MPC                           |
| 236126                 | 2005 SB272 | 27 set 2005 | Socorro          | LINEAR              | —         | MPC                           |
| 236127                 | 2005 SH291 | 23 set 2005 | Kitt Peak        | Spacewatch          | —         | MPC                           |
| 236128                 | 2005 TK14  | 2 out 2005  | Palomar          | NEAT                | —         | MPC                           |
| 236129                 | 2005 TJ17  | 1 out 2005  | Catalina         | CSS                 | —         | MPC                           |
| 236130                 | 2005 TW24  | 1 out 2005  | Mount Lemmon     | Mount Lemmon Survey | —         | MPC                           |
| 236131                 | 2005 TM29  | 2 out 2005  | Anderson Mesa    | LONEOS              | —         | MPC                           |
| 236132                 | 2005 TB40  | 1 out 2005  | Kitt Peak        | Spacewatch          | —         | MPC                           |
| 236133                 | 2005 TC45  | 5 out 2005  | Mount Lemmon     | Mount Lemmon Survey | —         | MPC                           |
| 236134                 | 2005 TX57  | 1 out 2005  | Mount Lemmon     | Mount Lemmon Survey | —         | MPC                           |
| 236135                 | 2005 TE112 | 7 out 2005  | Kitt Peak        | Spacewatch          | —         | MPC                           |
| 236136                 | 2005 TH168 | 9 out 2005  | Kitt Peak        | Spacewatch          | —         | MPC                           |
| 236137                 | 2005 TN180 | 1 out 2005  | Kitt Peak        | Spacewatch          | —         | MPC                           |
| 236138                 | 2005 UJ4   | 25 out 2005 | Goodricke-Pigott | R. A. Tucker        | —         | MPC                           |
| 236139                 | 2005 UE17  | 22 out 2005 | Kitt Peak        | Spacewatch          | —         | MPC                           |
| 236140                 | 2005 US18  | 22 out 2005 | Kitt Peak        | Spacewatch          | —         | MPC                           |
| 236141                 | 2005 UG52  | 23 out 2005 | Catalina         | CSS                 | —         | MPC                           |
| 236142                 | 2005 UC64  | 25 out 2005 | Catalina         | CSS                 | —         | MPC                           |
| 236143                 | 2005 UM96  | 22 out 2005 | Kitt Peak        | Spacewatch          | —         | MPC                           |
| 236144                 | 2005 UU103 | 22 out 2005 | Kitt Peak        | Spacewatch          | —         | MPC                           |
| 236145                 | 2005 UK105 | 22 out 2005 | Kitt Peak        | Spacewatch          | —         | MPC                           |
| 236146                 | 2005 UA109 | 22 out 2005 | Palomar          | NEAT                | —         | MPC                           |
| 236147                 | 2005 UG151 | 26 out 2005 | Kitt Peak        | Spacewatch          | —         | MPC                           |
| 236148                 | 2005 UT152 | 26 out 2005 | Kitt Peak        | Spacewatch          | —         | MPC                           |
| 236149                 | 2005 UD171 | 24 out 2005 | Kitt Peak        | Spacewatch          | —         | MPC                           |
| 236150                 | 2005 UN177 | 24 out 2005 | Kitt Peak        | Spacewatch          | —         | MPC                           |
| 236151                 | 2005 UU199 | 25 out 2005 | Kitt Peak        | Spacewatch          | —         | MPC                           |
| 236152                 | 2005 UF222 | 25 out 2005 | Kitt Peak        | Spacewatch          | —         | MPC                           |
| 236153                 | 2005 UC233 | 25 out 2005 | Kitt Peak        | Spacewatch          | —         | MPC                           |
| 236154                 | 2005 UM245 | 25 out 2005 | Kitt Peak        | Spacewatch          | —         | MPC                           |
| 236155                 | 2005 UL251 | 23 out 2005 | Palomar          | NEAT                | —         | MPC                           |
| 236156                 | 2005 UL291 | 26 out 2005 | Kitt Peak        | Spacewatch          | —         | MPC                           |
| 236157                 | 2005 UB344 | 29 out 2005 | Kitt Peak        | Spacewatch          | —         | MPC                           |
| 236158                 | 2005 UY353 | 29 out 2005 | Catalina         | CSS                 | —         | MPC                           |
| 236159                 | 2005 UR355 | 29 out 2005 | Mount Lemmon     | Mount Lemmon Survey | —         | MPC                           |
| 236160                 | 2005 UM371 | 27 out 2005 | Mount Lemmon     | Mount Lemmon Survey | —         | MPC                           |
| 236161                 | 2005 UQ409 | 31 out 2005 | Socorro          | LINEAR              | —         | MPC                           |
| 236162                 | 2005 UE427 | 28 out 2005 | Kitt Peak        | Spacewatch          | —         | MPC                           |
| 236163                 | 2005 UW432 | 28 out 2005 | Mount Lemmon     | Mount Lemmon Survey | —         | MPC                           |
| 236164                 | 2005 UU445 | 31 out 2005 | Mount Lemmon     | Mount Lemmon Survey | —         | MPC                           |
| 236165                 | 2005 UR453 | 29 out 2005 | Mount Lemmon     | Mount Lemmon Survey | —         | MPC                           |
| 236166                 | 2005 UN454 | 26 out 2005 | Anderson Mesa    | LONEOS              | —         | MPC                           |
| 236167                 | 2005 US459 | 27 out 2005 | Mount Lemmon     | Mount Lemmon Survey | —         | MPC                           |
| 236168                 | 2005 UF461 | 28 out 2005 | Mount Lemmon     | Mount Lemmon Survey | —         | MPC                           |
| 236169                 | 2005 UD473 | 30 out 2005 | Mount Lemmon     | Mount Lemmon Survey | —         | MPC                           |
| 236170 Cholnoky        | 2005 VP7   | 9 nov 2005  | Piszkéstető      | K. Sárneczky        | —         | MPC                           |
| 236171                 | 2005 VK14  | 3 nov 2005  | Socorro          | LINEAR              | —         | MPC                           |
| 236172                 | 2005 VY29  | 4 nov 2005  | Kitt Peak        | Spacewatch          | —         | MPC                           |
| 236173                 | 2005 VU32  | 4 nov 2005  | Kitt Peak        | Spacewatch          | —         | MPC                           |
| 236174                 | 2005 VV32  | 4 nov 2005  | Kitt Peak        | Spacewatch          | —         | MPC                           |
| 236175                 | 2005 VD37  | 3 nov 2005  | Catalina         | CSS                 | —         | MPC                           |
| 236176                 | 2005 VP38  | 3 nov 2005  | Mount Lemmon     | Mount Lemmon Survey | —         | MPC                           |
| 236177                 | 2005 VS56  | 4 nov 2005  | Mount Lemmon     | Mount Lemmon Survey | —         | MPC                           |
| 236178                 | 2005 VS60  | 5 nov 2005  | Kitt Peak        | Spacewatch          | —         | MPC                           |
| 236179                 | 2005 VN78  | 6 nov 2005  | Anderson Mesa    | LONEOS              | —         | MPC                           |
| 236180                 | 2005 VT80  | 5 nov 2005  | Socorro          | LINEAR              | —         | MPC                           |
| 236181                 | 2005 VP81  | 5 nov 2005  | Kitt Peak        | Spacewatch          | Mitidika  | MPC                           |
| 236182                 | 2005 VB116 | 11 nov 2005 | Kitt Peak        | Spacewatch          | —         | MPC                           |
| 236183                 | 2005 VC119 | 4 nov 2005  | Kitt Peak        | Spacewatch          | —         | MPC                           |
| 236184                 | 2005 WX3   | 23 nov 2005 | Socorro          | LINEAR              | —         | MPC                           |
| 236185                 | 2005 WV4   | 17 nov 2005 | Palomar          | NEAT                | —         | MPC                           |
| 236186                 | 2005 WN15  | 22 nov 2005 | Kitt Peak        | Spacewatch          | —         | MPC                           |
| 236187                 | 2005 WG18  | 22 nov 2005 | Kitt Peak        | Spacewatch          | —         | MPC                           |
| 236188                 | 2005 WD33  | 21 nov 2005 | Catalina         | CSS                 | —         | MPC                           |
| 236189                 | 2005 WK36  | 22 nov 2005 | Kitt Peak        | Spacewatch          | —         | MPC                           |
| 236190                 | 2005 WT38  | 22 nov 2005 | Kitt Peak        | Spacewatch          | —         | MPC                           |
| 236191                 | 2005 WM40  | 25 nov 2005 | Mount Lemmon     | Mount Lemmon Survey | —         | MPC                           |
| 236192                 | 2005 WD43  | 21 nov 2005 | Kitt Peak        | Spacewatch          | —         | MPC                           |
| 236193                 | 2005 WC47  | 25 nov 2005 | Kitt Peak        | Spacewatch          | —         | MPC                           |
| 236194                 | 2005 WD57  | 20 nov 2005 | Gnosca           | S. Sposetti         | —         | MPC                           |
| 236195                 | 2005 WX58  | 30 nov 2005 | Kitt Peak        | Spacewatch          | —         | MPC                           |
| 236196                 | 2005 WY58  | 30 nov 2005 | Socorro          | LINEAR              | —         | MPC                           |
| 236197                 | 2005 WM71  | 21 nov 2005 | Kitt Peak        | Spacewatch          | —         | MPC                           |
| 236198                 | 2005 WY78  | 25 nov 2005 | Kitt Peak        | Spacewatch          | —         | MPC                           |
| 236199                 | 2005 WJ79  | 25 nov 2005 | Kitt Peak        | Spacewatch          | —         | MPC                           |
| 236200                 | 2005 WA80  | 25 nov 2005 | Kitt Peak        | Spacewatch          | —         | MPC                           |

## 236201–236300
| Designação | Designação | Descoberta  | Descoberta       | Descobridor(es)     | Categoria | Mais informações / Referência |
| Permanente | Provisória | Data        | Local            | Descobridor(es)     | Categoria | Mais informações / Referência |
| ---------- | ---------- | ----------- | ---------------- | ------------------- | --------- | ----------------------------- |
| 236201     | 2005 WF81  | 26 nov 2005 | Mount Lemmon     | Mount Lemmon Survey | Mitidika  | MPC                           |
| 236202     | 2005 WK91  | 28 nov 2005 | Catalina         | CSS                 | —         | MPC                           |
| 236203     | 2005 WU101 | 29 nov 2005 | Socorro          | LINEAR              | —         | MPC                           |
| 236204     | 2005 WL104 | 28 nov 2005 | Catalina         | CSS                 | —         | MPC                           |
| 236205     | 2005 WJ106 | 25 nov 2005 | Kitt Peak        | Spacewatch          | —         | MPC                           |
| 236206     | 2005 WB118 | 28 nov 2005 | Catalina         | CSS                 | —         | MPC                           |
| 236207     | 2005 WJ119 | 28 nov 2005 | Socorro          | LINEAR              | —         | MPC                           |
| 236208     | 2005 WS121 | 30 nov 2005 | Socorro          | LINEAR              | —         | MPC                           |
| 236209     | 2005 WT122 | 25 nov 2005 | Mount Lemmon     | Mount Lemmon Survey | —         | MPC                           |
| 236210     | 2005 WC144 | 30 nov 2005 | Kitt Peak        | Spacewatch          | Mitidika  | MPC                           |
| 236211     | 2005 WZ150 | 28 nov 2005 | Socorro          | LINEAR              | —         | MPC                           |
| 236212     | 2005 WW156 | 30 nov 2005 | Socorro          | LINEAR              | —         | MPC                           |
| 236213     | 2005 WW157 | 25 nov 2005 | Mount Lemmon     | Mount Lemmon Survey | —         | MPC                           |
| 236214     | 2005 WZ157 | 26 nov 2005 | Socorro          | LINEAR              | —         | MPC                           |
| 236215     | 2005 WQ166 | 29 nov 2005 | Mount Lemmon     | Mount Lemmon Survey | —         | MPC                           |
| 236216     | 2005 WQ171 | 30 nov 2005 | Kitt Peak        | Spacewatch          | —         | MPC                           |
| 236217     | 2005 WB176 | 30 nov 2005 | Kitt Peak        | Spacewatch          | —         | MPC                           |
| 236218     | 2005 WT176 | 30 nov 2005 | Kitt Peak        | Spacewatch          | —         | MPC                           |
| 236219     | 2005 WX183 | 28 nov 2005 | Socorro          | LINEAR              | —         | MPC                           |
| 236220     | 2005 WJ184 | 28 nov 2005 | Socorro          | LINEAR              | —         | MPC                           |
| 236221     | 2005 WP188 | 30 nov 2005 | Kitt Peak        | Spacewatch          | —         | MPC                           |
| 236222     | 2005 WT193 | 28 nov 2005 | Socorro          | LINEAR              | —         | MPC                           |
| 236223     | 2005 WA202 | 29 nov 2005 | Kitt Peak        | Spacewatch          | —         | MPC                           |
| 236224     | 2005 XE2   | 1 dez 2005  | Socorro          | LINEAR              | —         | MPC                           |
| 236225     | 2005 XE29  | 2 dez 2005  | Socorro          | LINEAR              | —         | MPC                           |
| 236226     | 2005 XL55  | 5 dez 2005  | Catalina         | CSS                 | —         | MPC                           |
| 236227     | 2005 XP61  | 4 dez 2005  | Kitt Peak        | Spacewatch          | —         | MPC                           |
| 236228     | 2005 XK67  | 5 dez 2005  | Mount Lemmon     | Mount Lemmon Survey | —         | MPC                           |
| 236229     | 2005 XC69  | 6 dez 2005  | Kitt Peak        | Spacewatch          | —         | MPC                           |
| 236230     | 2005 XM75  | 6 dez 2005  | Kitt Peak        | Spacewatch          | —         | MPC                           |
| 236231     | 2005 XX79  | 6 dez 2005  | Kitt Peak        | Spacewatch          | —         | MPC                           |
| 236232     | 2005 XD112 | 2 dez 2005  | Kitt Peak        | M. W. Buie          | Mitidika  | MPC                           |
| 236233     | 2005 YT4   | 21 dez 2005 | Kitt Peak        | Spacewatch          | —         | MPC                           |
| 236234     | 2005 YJ18  | 23 dez 2005 | Kitt Peak        | Spacewatch          | —         | MPC                           |
| 236235     | 2005 YT28  | 22 dez 2005 | Kitt Peak        | Spacewatch          | Koronis   | MPC                           |
| 236236     | 2005 YB37  | 26 dez 2005 | 7300 Observatory | W. K. Y. Yeung      | —         | MPC                           |
| 236237     | 2005 YJ42  | 24 dez 2005 | Kitt Peak        | Spacewatch          | —         | MPC                           |
| 236238     | 2005 YU47  | 26 dez 2005 | Catalina         | CSS                 | —         | MPC                           |
| 236239     | 2005 YF49  | 22 dez 2005 | Kitt Peak        | Spacewatch          | Mitidika  | MPC                           |
| 236240     | 2005 YX51  | 26 dez 2005 | Mount Lemmon     | Mount Lemmon Survey | —         | MPC                           |
| 236241     | 2005 YA52  | 26 dez 2005 | Mount Lemmon     | Mount Lemmon Survey | —         | MPC                           |
| 236242     | 2005 YH66  | 25 dez 2005 | Kitt Peak        | Spacewatch          | —         | MPC                           |
| 236243     | 2005 YQ76  | 24 dez 2005 | Kitt Peak        | Spacewatch          | —         | MPC                           |
| 236244     | 2005 YL89  | 26 dez 2005 | Mount Lemmon     | Mount Lemmon Survey | Mitidika  | MPC                           |
| 236245     | 2005 YD90  | 26 dez 2005 | Mount Lemmon     | Mount Lemmon Survey | —         | MPC                           |
| 236246     | 2005 YE91  | 26 dez 2005 | Mount Lemmon     | Mount Lemmon Survey | —         | MPC                           |
| 236247     | 2005 YH91  | 26 dez 2005 | Mount Lemmon     | Mount Lemmon Survey | —         | MPC                           |
| 236248     | 2005 YT92  | 27 dez 2005 | Mount Lemmon     | Mount Lemmon Survey | —         | MPC                           |
| 236249     | 2005 YS97  | 24 dez 2005 | Kitt Peak        | Spacewatch          | —         | MPC                           |
| 236250     | 2005 YB113 | 25 dez 2005 | Mount Lemmon     | Mount Lemmon Survey | —         | MPC                           |
| 236251     | 2005 YM113 | 25 dez 2005 | Kitt Peak        | Spacewatch          | —         | MPC                           |
| 236252     | 2005 YR119 | 27 dez 2005 | Kitt Peak        | Spacewatch          | —         | MPC                           |
| 236253     | 2005 YQ125 | 26 dez 2005 | Kitt Peak        | Spacewatch          | —         | MPC                           |
| 236254     | 2005 YS135 | 26 dez 2005 | Kitt Peak        | Spacewatch          | —         | MPC                           |
| 236255     | 2005 YO141 | 28 dez 2005 | Mount Lemmon     | Mount Lemmon Survey | —         | MPC                           |
| 236256     | 2005 YX141 | 28 dez 2005 | Mount Lemmon     | Mount Lemmon Survey | —         | MPC                           |
| 236257     | 2005 YK143 | 28 dez 2005 | Mount Lemmon     | Mount Lemmon Survey | —         | MPC                           |
| 236258     | 2005 YX143 | 28 dez 2005 | Mount Lemmon     | Mount Lemmon Survey | —         | MPC                           |
| 236259     | 2005 YF144 | 28 dez 2005 | Mount Lemmon     | Mount Lemmon Survey | —         | MPC                           |
| 236260     | 2005 YC150 | 25 dez 2005 | Kitt Peak        | Spacewatch          | —         | MPC                           |
| 236261     | 2005 YD153 | 28 dez 2005 | Mount Lemmon     | Mount Lemmon Survey | —         | MPC                           |
| 236262     | 2005 YQ153 | 29 dez 2005 | Socorro          | LINEAR              | —         | MPC                           |
| 236263     | 2005 YV153 | 29 dez 2005 | Socorro          | LINEAR              | —         | MPC                           |
| 236264     | 2005 YX163 | 28 dez 2005 | Kitt Peak        | Spacewatch          | —         | MPC                           |
| 236265     | 2005 YR164 | 29 dez 2005 | Kitt Peak        | Spacewatch          | —         | MPC                           |
| 236266     | 2005 YS181 | 24 dez 2005 | Socorro          | LINEAR              | —         | MPC                           |
| 236267     | 2005 YC182 | 29 dez 2005 | Socorro          | LINEAR              | —         | MPC                           |
| 236268     | 2005 YJ184 | 27 dez 2005 | Kitt Peak        | Spacewatch          | —         | MPC                           |
| 236269     | 2005 YN191 | 30 dez 2005 | Kitt Peak        | Spacewatch          | —         | MPC                           |
| 236270     | 2005 YZ192 | 30 dez 2005 | Kitt Peak        | Spacewatch          | —         | MPC                           |
| 236271     | 2005 YK193 | 30 dez 2005 | Kitt Peak        | Spacewatch          | —         | MPC                           |
| 236272     | 2005 YL196 | 24 dez 2005 | Kitt Peak        | Spacewatch          | —         | MPC                           |
| 236273     | 2005 YB204 | 25 dez 2005 | Mount Lemmon     | Mount Lemmon Survey | —         | MPC                           |
| 236274     | 2005 YB225 | 25 dez 2005 | Kitt Peak        | Spacewatch          | —         | MPC                           |
| 236275     | 2005 YG241 | 29 dez 2005 | Kitt Peak        | Spacewatch          | Mitidika  | MPC                           |
| 236276     | 2005 YU243 | 30 dez 2005 | Kitt Peak        | Spacewatch          | —         | MPC                           |
| 236277     | 2005 YS247 | 30 dez 2005 | Kitt Peak        | Spacewatch          | —         | MPC                           |
| 236278     | 2005 YE251 | 28 dez 2005 | Kitt Peak        | Spacewatch          | —         | MPC                           |
| 236279     | 2005 YM268 | 25 dez 2005 | Mount Lemmon     | Mount Lemmon Survey | —         | MPC                           |
| 236280     | 2005 YH291 | 26 dez 2005 | Mount Lemmon     | Mount Lemmon Survey | —         | MPC                           |
| 236281     | 2006 AH1   | 2 jan 2006  | Mount Lemmon     | Mount Lemmon Survey | —         | MPC                           |
| 236282     | 2006 AF11  | 4 jan 2006  | Mount Lemmon     | Mount Lemmon Survey | Mitidika  | MPC                           |
| 236283     | 2006 AL11  | 4 jan 2006  | Catalina         | CSS                 | —         | MPC                           |
| 236284     | 2006 AV12  | 5 jan 2006  | Catalina         | CSS                 | —         | MPC                           |
| 236285     | 2006 AF14  | 5 jan 2006  | Mount Lemmon     | Mount Lemmon Survey | —         | MPC                           |
| 236286     | 2006 AY37  | 4 jan 2006  | Kitt Peak        | Spacewatch          | —         | MPC                           |
| 236287     | 2006 AD38  | 6 jan 2006  | Mount Lemmon     | Mount Lemmon Survey | Mitidika  | MPC                           |
| 236288     | 2006 AQ43  | 7 jan 2006  | Kitt Peak        | Spacewatch          | —         | MPC                           |
| 236289     | 2006 AW52  | 5 jan 2006  | Kitt Peak        | Spacewatch          | —         | MPC                           |
| 236290     | 2006 AP55  | 5 jan 2006  | Kitt Peak        | Spacewatch          | —         | MPC                           |
| 236291     | 2006 AC56  | 6 jan 2006  | Mount Lemmon     | Mount Lemmon Survey | —         | MPC                           |
| 236292     | 2006 AD57  | 8 jan 2006  | Anderson Mesa    | LONEOS              | —         | MPC                           |
| 236293     | 2006 AF57  | 8 jan 2006  | Kitt Peak        | Spacewatch          | Mitidika  | MPC                           |
| 236294     | 2006 AS63  | 6 jan 2006  | Mount Lemmon     | Mount Lemmon Survey | —         | MPC                           |
| 236295     | 2006 AE66  | 8 jan 2006  | Mount Lemmon     | Mount Lemmon Survey | —         | MPC                           |
| 236296     | 2006 AU71  | 6 jan 2006  | Kitt Peak        | Spacewatch          | —         | MPC                           |
| 236297     | 2006 AR73  | 8 jan 2006  | Mount Lemmon     | Mount Lemmon Survey | —         | MPC                           |
| 236298     | 2006 AK74  | 5 jan 2006  | Anderson Mesa    | LONEOS              | —         | MPC                           |
| 236299     | 2006 AC78  | 8 jan 2006  | Mount Lemmon     | Mount Lemmon Survey | —         | MPC                           |
| 236300     | 2006 AH91  | 7 jan 2006  | Kitt Peak        | Spacewatch          | —         | MPC                           |

## 236301–236400
| Designação       | Designação | Descoberta  | Descoberta           | Descobridor(es)     | Categoria | Mais informações / Referência |
| Permanente       | Provisória | Data        | Local                | Descobridor(es)     | Categoria | Mais informações / Referência |
| ---------------- | ---------- | ----------- | -------------------- | ------------------- | --------- | ----------------------------- |
| 236301           | 2006 AA96  | 10 jan 2006 | Kitt Peak            | Spacewatch          | —         | MPC                           |
| 236302           | 2006 AA98  | 4 jan 2006  | Kitt Peak            | Spacewatch          | —         | MPC                           |
| 236303           | 2006 AT100 | 6 jan 2006  | Kitt Peak            | Spacewatch          | —         | MPC                           |
| 236304           | 2006 AJ106 | 10 jan 2006 | Mount Lemmon         | Mount Lemmon Survey | —         | MPC                           |
| 236305 Adamriess | 2006 BU    | 19 jan 2006 | Vallemare di Borbona | V. S. Casulli       | —         | MPC                           |
| 236306           | 2006 BM1   | 20 jan 2006 | Kitt Peak            | Spacewatch          | —         | MPC                           |
| 236307           | 2006 BF9   | 24 jan 2006 | Piszkéstető          | K. Sárneczky        | —         | MPC                           |
| 236308           | 2006 BH9   | 18 jan 2006 | Catalina             | CSS                 | —         | MPC                           |
| 236309           | 2006 BL9   | 21 jan 2006 | Anderson Mesa        | LONEOS              | —         | MPC                           |
| 236310           | 2006 BU20  | 22 jan 2006 | Mount Lemmon         | Mount Lemmon Survey | Mitidika  | MPC                           |
| 236311           | 2006 BX21  | 22 jan 2006 | Mount Lemmon         | Mount Lemmon Survey | —         | MPC                           |
| 236312           | 2006 BV22  | 22 jan 2006 | Mount Lemmon         | Mount Lemmon Survey | —         | MPC                           |
| 236313           | 2006 BA24  | 23 jan 2006 | Socorro              | LINEAR              | —         | MPC                           |
| 236314           | 2006 BA32  | 20 jan 2006 | Kitt Peak            | Spacewatch          | —         | MPC                           |
| 236315           | 2006 BJ34  | 21 jan 2006 | Kitt Peak            | Spacewatch          | —         | MPC                           |
| 236316           | 2006 BO38  | 23 jan 2006 | Mount Lemmon         | Mount Lemmon Survey | —         | MPC                           |
| 236317           | 2006 BR45  | 23 jan 2006 | Mount Lemmon         | Mount Lemmon Survey | —         | MPC                           |
| 236318           | 2006 BF47  | 24 jan 2006 | Socorro              | LINEAR              | Mitidika  | MPC                           |
| 236319           | 2006 BL54  | 25 jan 2006 | Kitt Peak            | Spacewatch          | —         | MPC                           |
| 236320           | 2006 BO56  | 22 jan 2006 | Mount Lemmon         | Mount Lemmon Survey | —         | MPC                           |
| 236321           | 2006 BR61  | 22 jan 2006 | Catalina             | CSS                 | —         | MPC                           |
| 236322           | 2006 BS71  | 23 jan 2006 | Kitt Peak            | Spacewatch          | —         | MPC                           |
| 236323           | 2006 BF81  | 23 jan 2006 | Kitt Peak            | Spacewatch          | Phocaea   | MPC                           |
| 236324           | 2006 BK81  | 23 jan 2006 | Kitt Peak            | Spacewatch          | —         | MPC                           |
| 236325           | 2006 BK82  | 23 jan 2006 | Mount Lemmon         | Mount Lemmon Survey | —         | MPC                           |
| 236326           | 2006 BR82  | 24 jan 2006 | Kitt Peak            | Spacewatch          | —         | MPC                           |
| 236327           | 2006 BG84  | 25 jan 2006 | Kitt Peak            | Spacewatch          | Mitidika  | MPC                           |
| 236328           | 2006 BW87  | 25 jan 2006 | Kitt Peak            | Spacewatch          | —         | MPC                           |
| 236329           | 2006 BD90  | 25 jan 2006 | Kitt Peak            | Spacewatch          | —         | MPC                           |
| 236330           | 2006 BA92  | 26 jan 2006 | Mount Lemmon         | Mount Lemmon Survey | —         | MPC                           |
| 236331           | 2006 BF93  | 26 jan 2006 | Kitt Peak            | Spacewatch          | —         | MPC                           |
| 236332           | 2006 BT93  | 26 jan 2006 | Kitt Peak            | Spacewatch          | —         | MPC                           |
| 236333           | 2006 BF95  | 26 jan 2006 | Kitt Peak            | Spacewatch          | —         | MPC                           |
| 236334           | 2006 BE102 | 23 jan 2006 | Mount Lemmon         | Mount Lemmon Survey | —         | MPC                           |
| 236335           | 2006 BZ111 | 25 jan 2006 | Kitt Peak            | Spacewatch          | —         | MPC                           |
| 236336           | 2006 BA117 | 26 jan 2006 | Kitt Peak            | Spacewatch          | —         | MPC                           |
| 236337           | 2006 BF117 | 26 jan 2006 | Kitt Peak            | Spacewatch          | —         | MPC                           |
| 236338           | 2006 BF119 | 26 jan 2006 | Kitt Peak            | Spacewatch          | —         | MPC                           |
| 236339           | 2006 BV125 | 26 jan 2006 | Kitt Peak            | Spacewatch          | —         | MPC                           |
| 236340           | 2006 BW125 | 26 jan 2006 | Catalina             | CSS                 | —         | MPC                           |
| 236341           | 2006 BG126 | 26 jan 2006 | Kitt Peak            | Spacewatch          | —         | MPC                           |
| 236342           | 2006 BQ127 | 26 jan 2006 | Kitt Peak            | Spacewatch          | —         | MPC                           |
| 236343           | 2006 BV131 | 26 jan 2006 | Kitt Peak            | Spacewatch          | —         | MPC                           |
| 236344           | 2006 BM132 | 26 jan 2006 | Kitt Peak            | Spacewatch          | —         | MPC                           |
| 236345           | 2006 BR135 | 27 jan 2006 | Mount Lemmon         | Mount Lemmon Survey | —         | MPC                           |
| 236346           | 2006 BT138 | 28 jan 2006 | Mount Lemmon         | Mount Lemmon Survey | Mitidika  | MPC                           |
| 236347           | 2006 BX140 | 23 jan 2006 | Kitt Peak            | Spacewatch          | —         | MPC                           |
| 236348           | 2006 BA154 | 25 jan 2006 | Anderson Mesa        | LONEOS              | —         | MPC                           |
| 236349           | 2006 BC156 | 25 jan 2006 | Kitt Peak            | Spacewatch          | —         | MPC                           |
| 236350           | 2006 BP156 | 25 jan 2006 | Kitt Peak            | Spacewatch          | —         | MPC                           |
| 236351           | 2006 BB157 | 25 jan 2006 | Kitt Peak            | Spacewatch          | —         | MPC                           |
| 236352           | 2006 BE157 | 25 jan 2006 | Kitt Peak            | Spacewatch          | —         | MPC                           |
| 236353           | 2006 BB162 | 26 jan 2006 | Catalina             | CSS                 | —         | MPC                           |
| 236354           | 2006 BJ166 | 26 jan 2006 | Mount Lemmon         | Mount Lemmon Survey | —         | MPC                           |
| 236355           | 2006 BY166 | 26 jan 2006 | Mount Lemmon         | Mount Lemmon Survey | —         | MPC                           |
| 236356           | 2006 BE179 | 27 jan 2006 | Mount Lemmon         | Mount Lemmon Survey | —         | MPC                           |
| 236357           | 2006 BH184 | 28 jan 2006 | Mount Lemmon         | Mount Lemmon Survey | —         | MPC                           |
| 236358           | 2006 BV189 | 28 jan 2006 | Kitt Peak            | Spacewatch          | —         | MPC                           |
| 236359           | 2006 BE194 | 30 jan 2006 | Kitt Peak            | Spacewatch          | —         | MPC                           |
| 236360           | 2006 BM197 | 30 jan 2006 | Kitt Peak            | Spacewatch          | —         | MPC                           |
| 236361           | 2006 BR197 | 30 jan 2006 | Kitt Peak            | Spacewatch          | —         | MPC                           |
| 236362           | 2006 BG209 | 31 jan 2006 | Mount Lemmon         | Mount Lemmon Survey | Mitidika  | MPC                           |
| 236363           | 2006 BK219 | 28 jan 2006 | Mount Lemmon         | Mount Lemmon Survey | —         | MPC                           |
| 236364           | 2006 BK220 | 30 jan 2006 | Kitt Peak            | Spacewatch          | —         | MPC                           |
| 236365           | 2006 BM237 | 31 jan 2006 | Kitt Peak            | Spacewatch          | —         | MPC                           |
| 236366           | 2006 BL250 | 31 jan 2006 | Kitt Peak            | Spacewatch          | Mitidika  | MPC                           |
| 236367           | 2006 BM255 | 31 jan 2006 | Kitt Peak            | Spacewatch          | —         | MPC                           |
| 236368           | 2006 BY256 | 31 jan 2006 | Kitt Peak            | Spacewatch          | —         | MPC                           |
| 236369           | 2006 BT267 | 26 jan 2006 | Catalina             | CSS                 | —         | MPC                           |
| 236370           | 2006 BE275 | 26 jan 2006 | Mount Lemmon         | Mount Lemmon Survey | —         | MPC                           |
| 236371           | 2006 BD277 | 30 jan 2006 | Kitt Peak            | Spacewatch          | —         | MPC                           |
| 236372           | 2006 BW278 | 26 jan 2006 | Kitt Peak            | Spacewatch          | —         | MPC                           |
| 236373           | 2006 BY280 | 23 jan 2006 | Kitt Peak            | Spacewatch          | —         | MPC                           |
| 236374           | 2006 CO1   | 1 fev 2006  | Kitt Peak            | Spacewatch          | —         | MPC                           |
| 236375           | 2006 CT6   | 1 fev 2006  | Mount Lemmon         | Mount Lemmon Survey | —         | MPC                           |
| 236376           | 2006 CB16  | 1 fev 2006  | Kitt Peak            | Spacewatch          | —         | MPC                           |
| 236377           | 2006 CR18  | 1 fev 2006  | Mount Lemmon         | Mount Lemmon Survey | —         | MPC                           |
| 236378           | 2006 CD23  | 1 fev 2006  | Kitt Peak            | Spacewatch          | —         | MPC                           |
| 236379           | 2006 CL29  | 2 fev 2006  | Kitt Peak            | Spacewatch          | —         | MPC                           |
| 236380           | 2006 CJ62  | 6 fev 2006  | Catalina             | CSS                 | —         | MPC                           |
| 236381           | 2006 CR65  | 6 fev 2006  | Mount Lemmon         | Mount Lemmon Survey | —         | MPC                           |
| 236382           | 2006 CZ65  | 6 fev 2006  | Kitt Peak            | Spacewatch          | —         | MPC                           |
| 236383           | 2006 DH5   | 20 fev 2006 | Catalina             | CSS                 | —         | MPC                           |
| 236384           | 2006 DH14  | 22 fev 2006 | Catalina             | CSS                 | —         | MPC                           |
| 236385           | 2006 DO14  | 23 fev 2006 | Powell               | R. Trentman         | —         | MPC                           |
| 236386           | 2006 DF16  | 20 fev 2006 | Kitt Peak            | Spacewatch          | —         | MPC                           |
| 236387           | 2006 DV20  | 20 fev 2006 | Catalina             | CSS                 | Phocaea   | MPC                           |
| 236388           | 2006 DK27  | 20 fev 2006 | Kitt Peak            | Spacewatch          | —         | MPC                           |
| 236389           | 2006 DZ29  | 20 fev 2006 | Kitt Peak            | Spacewatch          | —         | MPC                           |
| 236390           | 2006 DA32  | 20 fev 2006 | Mount Lemmon         | Mount Lemmon Survey | —         | MPC                           |
| 236391           | 2006 DK35  | 20 fev 2006 | Mount Lemmon         | Mount Lemmon Survey | Mitidika  | MPC                           |
| 236392           | 2006 DP36  | 20 fev 2006 | Mount Lemmon         | Mount Lemmon Survey | Eos       | MPC                           |
| 236393           | 2006 DH37  | 20 fev 2006 | Kitt Peak            | Spacewatch          | —         | MPC                           |
| 236394           | 2006 DE38  | 21 fev 2006 | Anderson Mesa        | LONEOS              | —         | MPC                           |
| 236395           | 2006 DE39  | 21 fev 2006 | Mount Lemmon         | Mount Lemmon Survey | —         | MPC                           |
| 236396           | 2006 DV43  | 20 fev 2006 | Kitt Peak            | Spacewatch          | Eos       | MPC                           |
| 236397           | 2006 DD52  | 24 fev 2006 | Catalina             | CSS                 | —         | MPC                           |
| 236398           | 2006 DZ58  | 24 fev 2006 | Kitt Peak            | Spacewatch          | —         | MPC                           |
| 236399           | 2006 DM59  | 24 fev 2006 | Mount Lemmon         | Mount Lemmon Survey | —         | MPC                           |
| 236400           | 2006 DH60  | 24 fev 2006 | Kitt Peak            | Spacewatch          | —         | MPC                           |

## 236401–236500
| Designação       | Designação | Descoberta  | Descoberta        | Descobridor(es)     | Categoria | Mais informações / Referência |
| Permanente       | Provisória | Data        | Local             | Descobridor(es)     | Categoria | Mais informações / Referência |
| ---------------- | ---------- | ----------- | ----------------- | ------------------- | --------- | ----------------------------- |
| 236401           | 2006 DW61  | 21 fev 2006 | Catalina          | CSS                 | —         | MPC                           |
| 236402           | 2006 DY61  | 22 fev 2006 | Anderson Mesa     | LONEOS              | —         | MPC                           |
| 236403           | 2006 DS64  | 20 fev 2006 | Catalina          | CSS                 | —         | MPC                           |
| 236404           | 2006 DU64  | 20 fev 2006 | Catalina          | CSS                 | —         | MPC                           |
| 236405           | 2006 DF68  | 22 fev 2006 | Socorro           | LINEAR              | —         | MPC                           |
| 236406           | 2006 DH73  | 22 fev 2006 | Mount Lemmon      | Mount Lemmon Survey | —         | MPC                           |
| 236407           | 2006 DC74  | 23 fev 2006 | Kitt Peak         | Spacewatch          | —         | MPC                           |
| 236408           | 2006 DH74  | 23 fev 2006 | Anderson Mesa     | LONEOS              | —         | MPC                           |
| 236409           | 2006 DC80  | 24 fev 2006 | Kitt Peak         | Spacewatch          | —         | MPC                           |
| 236410           | 2006 DG80  | 24 fev 2006 | Kitt Peak         | Spacewatch          | —         | MPC                           |
| 236411           | 2006 DU80  | 24 fev 2006 | Kitt Peak         | Spacewatch          | —         | MPC                           |
| 236412           | 2006 DN84  | 24 fev 2006 | Kitt Peak         | Spacewatch          | Phocaea   | MPC                           |
| 236413           | 2006 DC85  | 24 fev 2006 | Kitt Peak         | Spacewatch          | —         | MPC                           |
| 236414           | 2006 DG90  | 24 fev 2006 | Kitt Peak         | Spacewatch          | —         | MPC                           |
| 236415           | 2006 DP91  | 24 fev 2006 | Kitt Peak         | Spacewatch          | —         | MPC                           |
| 236416           | 2006 DO92  | 24 fev 2006 | Kitt Peak         | Spacewatch          | —         | MPC                           |
| 236417           | 2006 DA93  | 24 fev 2006 | Kitt Peak         | Spacewatch          | —         | MPC                           |
| 236418           | 2006 DR93  | 24 fev 2006 | Kitt Peak         | Spacewatch          | —         | MPC                           |
| 236419           | 2006 DH94  | 24 fev 2006 | Kitt Peak         | Spacewatch          | —         | MPC                           |
| 236420           | 2006 DM96  | 24 fev 2006 | Kitt Peak         | Spacewatch          | —         | MPC                           |
| 236421           | 2006 DU96  | 24 fev 2006 | Kitt Peak         | Spacewatch          | —         | MPC                           |
| 236422           | 2006 DC97  | 24 fev 2006 | Mount Lemmon      | Mount Lemmon Survey | —         | MPC                           |
| 236423           | 2006 DW101 | 25 fev 2006 | Kitt Peak         | Spacewatch          | —         | MPC                           |
| 236424           | 2006 DO102 | 25 fev 2006 | Mount Lemmon      | Mount Lemmon Survey | —         | MPC                           |
| 236425           | 2006 DF103 | 25 fev 2006 | Mount Lemmon      | Mount Lemmon Survey | Mitidika  | MPC                           |
| 236426           | 2006 DS114 | 27 fev 2006 | Kitt Peak         | Spacewatch          | —         | MPC                           |
| 236427           | 2006 DX115 | 27 fev 2006 | Kitt Peak         | Spacewatch          | —         | MPC                           |
| 236428           | 2006 DZ115 | 27 fev 2006 | Kitt Peak         | Spacewatch          | —         | MPC                           |
| 236429           | 2006 DJ119 | 20 fev 2006 | Socorro           | LINEAR              | —         | MPC                           |
| 236430           | 2006 DB122 | 22 fev 2006 | Catalina          | CSS                 | —         | MPC                           |
| 236431           | 2006 DM126 | 25 fev 2006 | Kitt Peak         | Spacewatch          | —         | MPC                           |
| 236432           | 2006 DF132 | 25 fev 2006 | Kitt Peak         | Spacewatch          | —         | MPC                           |
| 236433           | 2006 DG135 | 25 fev 2006 | Mount Lemmon      | Mount Lemmon Survey | —         | MPC                           |
| 236434           | 2006 DX140 | 25 fev 2006 | Kitt Peak         | Spacewatch          | —         | MPC                           |
| 236435           | 2006 DH155 | 25 fev 2006 | Kitt Peak         | Spacewatch          | —         | MPC                           |
| 236436           | 2006 DQ155 | 25 fev 2006 | Kitt Peak         | Spacewatch          | —         | MPC                           |
| 236437           | 2006 DJ166 | 27 fev 2006 | Kitt Peak         | Spacewatch          | —         | MPC                           |
| 236438           | 2006 DC174 | 27 fev 2006 | Kitt Peak         | Spacewatch          | —         | MPC                           |
| 236439           | 2006 DW174 | 27 fev 2006 | Kitt Peak         | Spacewatch          | —         | MPC                           |
| 236440           | 2006 DL188 | 27 fev 2006 | Kitt Peak         | Spacewatch          | —         | MPC                           |
| 236441           | 2006 DB197 | 24 fev 2006 | Catalina          | CSS                 | Phocaea   | MPC                           |
| 236442           | 2006 DD199 | 23 fev 2006 | Anderson Mesa     | LONEOS              | —         | MPC                           |
| 236443           | 2006 DO200 | 24 fev 2006 | Catalina          | CSS                 | —         | MPC                           |
| 236444           | 2006 DA204 | 24 fev 2006 | Catalina          | CSS                 | —         | MPC                           |
| 236445           | 2006 DC207 | 25 fev 2006 | Mount Lemmon      | Mount Lemmon Survey | —         | MPC                           |
| 236446           | 2006 DZ207 | 25 fev 2006 | Kitt Peak         | Spacewatch          | —         | MPC                           |
| 236447           | 2006 DC208 | 25 fev 2006 | Kitt Peak         | Spacewatch          | —         | MPC                           |
| 236448           | 2006 DY211 | 24 fev 2006 | Kitt Peak         | Spacewatch          | —         | MPC                           |
| 236449           | 2006 DV215 | 25 fev 2006 | Kitt Peak         | Spacewatch          | Phocaea   | MPC                           |
| 236450           | 2006 EH6   | 2 mar 2006  | Kitt Peak         | Spacewatch          | —         | MPC                           |
| 236451           | 2006 EX10  | 2 mar 2006  | Kitt Peak         | Spacewatch          | —         | MPC                           |
| 236452           | 2006 EA19  | 2 mar 2006  | Mount Lemmon      | Mount Lemmon Survey | —         | MPC                           |
| 236453           | 2006 EW21  | 3 mar 2006  | Kitt Peak         | Spacewatch          | —         | MPC                           |
| 236454           | 2006 ED22  | 3 mar 2006  | Kitt Peak         | Spacewatch          | —         | MPC                           |
| 236455           | 2006 ES32  | 3 mar 2006  | Mount Lemmon      | Mount Lemmon Survey | —         | MPC                           |
| 236456           | 2006 EC52  | 4 mar 2006  | Mount Lemmon      | Mount Lemmon Survey | —         | MPC                           |
| 236457           | 2006 EZ56  | 5 mar 2006  | Kitt Peak         | Spacewatch          | —         | MPC                           |
| 236458           | 2006 EM57  | 5 mar 2006  | Kitt Peak         | Spacewatch          | —         | MPC                           |
| 236459           | 2006 EF58  | 5 mar 2006  | Kitt Peak         | Spacewatch          | —         | MPC                           |
| 236460           | 2006 EY64  | 5 mar 2006  | Kitt Peak         | Spacewatch          | —         | MPC                           |
| 236461           | 2006 EP66  | 6 mar 2006  | Kitt Peak         | Spacewatch          | —         | MPC                           |
| 236462           | 2006 ER72  | 5 mar 2006  | Kitt Peak         | Spacewatch          | —         | MPC                           |
| 236463 Bretécher | 2006 FF    | 18 mar 2006 | Nogales           | J.-C. Merlin        | —         | MPC                           |
| 236464           | 2006 FQ    | 22 mar 2006 | Catalina          | CSS                 | —         | MPC                           |
| 236465           | 2006 FO1   | 21 mar 2006 | Mount Lemmon      | Mount Lemmon Survey | —         | MPC                           |
| 236466           | 2006 FQ1   | 21 mar 2006 | Mount Lemmon      | Mount Lemmon Survey | —         | MPC                           |
| 236467           | 2006 FB7   | 23 mar 2006 | Kitt Peak         | Spacewatch          | —         | MPC                           |
| 236468           | 2006 FY7   | 23 mar 2006 | Kitt Peak         | Spacewatch          | —         | MPC                           |
| 236469           | 2006 FF8   | 23 mar 2006 | Mount Lemmon      | Mount Lemmon Survey | —         | MPC                           |
| 236470           | 2006 FE11  | 23 mar 2006 | Kitt Peak         | Spacewatch          | —         | MPC                           |
| 236471           | 2006 FF11  | 23 mar 2006 | Kitt Peak         | Spacewatch          | —         | MPC                           |
| 236472           | 2006 FS14  | 23 mar 2006 | Kitt Peak         | Spacewatch          | —         | MPC                           |
| 236473           | 2006 FO18  | 23 mar 2006 | Kitt Peak         | Spacewatch          | —         | MPC                           |
| 236474           | 2006 FK19  | 23 mar 2006 | Mount Lemmon      | Mount Lemmon Survey | —         | MPC                           |
| 236475           | 2006 FT20  | 24 mar 2006 | Bergisch Gladbac  | W. Bickel           | —         | MPC                           |
| 236476           | 2006 FX22  | 24 mar 2006 | Kitt Peak         | Spacewatch          | —         | MPC                           |
| 236477           | 2006 FO23  | 24 mar 2006 | Kitt Peak         | Spacewatch          | —         | MPC                           |
| 236478           | 2006 FL26  | 24 mar 2006 | Mount Lemmon      | Mount Lemmon Survey | —         | MPC                           |
| 236479           | 2006 FU32  | 25 mar 2006 | Kitt Peak         | Spacewatch          | —         | MPC                           |
| 236480           | 2006 FC33  | 25 mar 2006 | Mount Lemmon      | Mount Lemmon Survey | —         | MPC                           |
| 236481           | 2006 FM34  | 24 mar 2006 | Catalina          | CSS                 | Meliboea  | MPC                           |
| 236482           | 2006 FO34  | 24 mar 2006 | Siding Spring     | SSS                 | Pallas    | MPC                           |
| 236483           | 2006 FW34  | 25 mar 2006 | Palomar           | NEAT                | Phocaea   | MPC                           |
| 236484 Luchijen  | 2006 FQ35  | 28 mar 2006 | Lulin Observatory | H.-C. Lin, Q.-z. Ye | —         | MPC                           |
| 236485           | 2006 FK36  | 25 mar 2006 | Mount Lemmon      | Mount Lemmon Survey | —         | MPC                           |
| 236486           | 2006 FS36  | 21 mar 2006 | Socorro           | LINEAR              | —         | MPC                           |
| 236487           | 2006 FR40  | 26 mar 2006 | Kitt Peak         | Spacewatch          | Mitidika  | MPC                           |
| 236488           | 2006 FY40  | 26 mar 2006 | Kitt Peak         | Spacewatch          | —         | MPC                           |
| 236489           | 2006 FO44  | 23 mar 2006 | Kitt Peak         | Spacewatch          | —         | MPC                           |
| 236490           | 2006 FP54  | 26 mar 2006 | Mount Lemmon      | Mount Lemmon Survey | —         | MPC                           |
| 236491           | 2006 GE2   | 2 abr 2006  | Reedy Creek       | J. Broughton        | —         | MPC                           |
| 236492           | 2006 GG3   | 7 abr 2006  | Ottmarsheim       | C. Rinner           | —         | MPC                           |
| 236493           | 2006 GF12  | 2 abr 2006  | Kitt Peak         | Spacewatch          | —         | MPC                           |
| 236494           | 2006 GJ12  | 2 abr 2006  | Kitt Peak         | Spacewatch          | —         | MPC                           |
| 236495           | 2006 GJ14  | 2 abr 2006  | Kitt Peak         | Spacewatch          | —         | MPC                           |
| 236496           | 2006 GB19  | 2 abr 2006  | Kitt Peak         | Spacewatch          | —         | MPC                           |
| 236497           | 2006 GU20  | 2 abr 2006  | Kitt Peak         | Spacewatch          | —         | MPC                           |
| 236498           | 2006 GX20  | 2 abr 2006  | Kitt Peak         | Spacewatch          | —         | MPC                           |
| 236499           | 2006 GP21  | 2 abr 2006  | Mount Lemmon      | Mount Lemmon Survey | —         | MPC                           |
| 236500           | 2006 GA23  | 2 abr 2006  | Kitt Peak         | Spacewatch          | —         | MPC                           |

## 236501–236600
| Designação | Designação | Descoberta  | Descoberta    | Descobridor(es)     | Categoria | Mais informações / Referência |
| Permanente | Provisória | Data        | Local         | Descobridor(es)     | Categoria | Mais informações / Referência |
| ---------- | ---------- | ----------- | ------------- | ------------------- | --------- | ----------------------------- |
| 236501     | 2006 GT26  | 2 abr 2006  | Kitt Peak     | Spacewatch          | —         | MPC                           |
| 236502     | 2006 GR28  | 2 abr 2006  | Kitt Peak     | Spacewatch          | —         | MPC                           |
| 236503     | 2006 GO30  | 2 abr 2006  | Mount Lemmon  | Mount Lemmon Survey | —         | MPC                           |
| 236504     | 2006 GC31  | 2 abr 2006  | Kitt Peak     | Spacewatch          | —         | MPC                           |
| 236505     | 2006 GQ34  | 7 abr 2006  | Catalina      | CSS                 | —         | MPC                           |
| 236506     | 2006 GS36  | 8 abr 2006  | Kitt Peak     | Spacewatch          | —         | MPC                           |
| 236507     | 2006 GU36  | 8 abr 2006  | Kitt Peak     | Spacewatch          | —         | MPC                           |
| 236508     | 2006 GO38  | 4 abr 2006  | Črni Vrh      | Črni Vrh            | —         | MPC                           |
| 236509     | 2006 GK41  | 7 abr 2006  | Catalina      | CSS                 | —         | MPC                           |
| 236510     | 2006 GA43  | 13 abr 2006 | Palomar       | NEAT                | —         | MPC                           |
| 236511     | 2006 GL45  | 7 abr 2006  | Kitt Peak     | Spacewatch          | —         | MPC                           |
| 236512     | 2006 GL46  | 8 abr 2006  | Kitt Peak     | Spacewatch          | —         | MPC                           |
| 236513     | 2006 GE47  | 9 abr 2006  | Kitt Peak     | Spacewatch          | —         | MPC                           |
| 236514     | 2006 GB48  | 9 abr 2006  | Kitt Peak     | Spacewatch          | —         | MPC                           |
| 236515     | 2006 GF48  | 9 abr 2006  | Kitt Peak     | Spacewatch          | —         | MPC                           |
| 236516     | 2006 GR48  | 9 abr 2006  | Kitt Peak     | Spacewatch          | —         | MPC                           |
| 236517     | 2006 GH49  | 2 abr 2006  | Catalina      | CSS                 | —         | MPC                           |
| 236518     | 2006 GL50  | 9 abr 2006  | Catalina      | CSS                 | Phocaea   | MPC                           |
| 236519     | 2006 GV52  | 8 abr 2006  | Anderson Mesa | LONEOS              | —         | MPC                           |
| 236520     | 2006 HA3   | 18 abr 2006 | Kitt Peak     | Spacewatch          | —         | MPC                           |
| 236521     | 2006 HG3   | 18 abr 2006 | Kitt Peak     | Spacewatch          | —         | MPC                           |
| 236522     | 2006 HQ4   | 19 abr 2006 | Anderson Mesa | LONEOS              | —         | MPC                           |
| 236523     | 2006 HA5   | 19 abr 2006 | Mount Lemmon  | Mount Lemmon Survey | —         | MPC                           |
| 236524     | 2006 HT5   | 19 abr 2006 | Kitt Peak     | Spacewatch          | —         | MPC                           |
| 236525     | 2006 HS9   | 19 abr 2006 | Kitt Peak     | Spacewatch          | —         | MPC                           |
| 236526     | 2006 HE11  | 19 abr 2006 | Kitt Peak     | Spacewatch          | —         | MPC                           |
| 236527     | 2006 HP11  | 19 abr 2006 | Kitt Peak     | Spacewatch          | —         | MPC                           |
| 236528     | 2006 HV12  | 19 abr 2006 | Kitt Peak     | Spacewatch          | —         | MPC                           |
| 236529     | 2006 HL13  | 19 abr 2006 | Palomar       | NEAT                | —         | MPC                           |
| 236530     | 2006 HF16  | 20 abr 2006 | Kitt Peak     | Spacewatch          | —         | MPC                           |
| 236531     | 2006 HK19  | 18 abr 2006 | Kitt Peak     | Spacewatch          | —         | MPC                           |
| 236532     | 2006 HV25  | 20 abr 2006 | Kitt Peak     | Spacewatch          | —         | MPC                           |
| 236533     | 2006 HB26  | 20 abr 2006 | Kitt Peak     | Spacewatch          | —         | MPC                           |
| 236534     | 2006 HD29  | 21 abr 2006 | Catalina      | CSS                 | —         | MPC                           |
| 236535     | 2006 HM30  | 20 abr 2006 | Catalina      | CSS                 | —         | MPC                           |
| 236536     | 2006 HR34  | 19 abr 2006 | Catalina      | CSS                 | —         | MPC                           |
| 236537     | 2006 HH35  | 19 abr 2006 | Mount Lemmon  | Mount Lemmon Survey | —         | MPC                           |
| 236538     | 2006 HB38  | 21 abr 2006 | Kitt Peak     | Spacewatch          | —         | MPC                           |
| 236539     | 2006 HU38  | 21 abr 2006 | Kitt Peak     | Spacewatch          | —         | MPC                           |
| 236540     | 2006 HW38  | 21 abr 2006 | Kitt Peak     | Spacewatch          | —         | MPC                           |
| 236541     | 2006 HN42  | 23 abr 2006 | Socorro       | LINEAR              | —         | MPC                           |
| 236542     | 2006 HM43  | 24 abr 2006 | Mount Lemmon  | Mount Lemmon Survey | —         | MPC                           |
| 236543     | 2006 HK45  | 25 abr 2006 | Kitt Peak     | Spacewatch          | —         | MPC                           |
| 236544     | 2006 HH46  | 25 abr 2006 | Catalina      | CSS                 | Phocaea   | MPC                           |
| 236545     | 2006 HD47  | 20 abr 2006 | Kitt Peak     | Spacewatch          | —         | MPC                           |
| 236546     | 2006 HG47  | 21 abr 2006 | Catalina      | CSS                 | Phocaea   | MPC                           |
| 236547     | 2006 HH47  | 21 abr 2006 | Catalina      | CSS                 | —         | MPC                           |
| 236548     | 2006 HW48  | 24 abr 2006 | Anderson Mesa | LONEOS              | —         | MPC                           |
| 236549     | 2006 HD51  | 24 abr 2006 | Reedy Creek   | J. Broughton        | —         | MPC                           |
| 236550     | 2006 HP51  | 26 abr 2006 | Reedy Creek   | J. Broughton        | —         | MPC                           |
| 236551     | 2006 HT52  | 18 abr 2006 | Catalina      | CSS                 | —         | MPC                           |
| 236552     | 2006 HA55  | 21 abr 2006 | Catalina      | CSS                 | —         | MPC                           |
| 236553     | 2006 HU58  | 21 abr 2006 | Catalina      | CSS                 | —         | MPC                           |
| 236554     | 2006 HX58  | 21 abr 2006 | Siding Spring | SSS                 | —         | MPC                           |
| 236555     | 2006 HK59  | 21 abr 2006 | Siding Spring | SSS                 | —         | MPC                           |
| 236556     | 2006 HV59  | 24 abr 2006 | Anderson Mesa | LONEOS              | —         | MPC                           |
| 236557     | 2006 HB64  | 24 abr 2006 | Kitt Peak     | Spacewatch          | —         | MPC                           |
| 236558     | 2006 HH66  | 24 abr 2006 | Kitt Peak     | Spacewatch          | —         | MPC                           |
| 236559     | 2006 HZ68  | 24 abr 2006 | Mount Lemmon  | Mount Lemmon Survey | —         | MPC                           |
| 236560     | 2006 HO69  | 24 abr 2006 | Anderson Mesa | LONEOS              | —         | MPC                           |
| 236561     | 2006 HZ74  | 25 abr 2006 | Catalina      | CSS                 | Phocaea   | MPC                           |
| 236562     | 2006 HD75  | 25 abr 2006 | Kitt Peak     | Spacewatch          | —         | MPC                           |
| 236563     | 2006 HL78  | 26 abr 2006 | Mount Lemmon  | Mount Lemmon Survey | —         | MPC                           |
| 236564     | 2006 HB80  | 26 abr 2006 | Kitt Peak     | Spacewatch          | Themis    | MPC                           |
| 236565     | 2006 HB81  | 26 abr 2006 | Kitt Peak     | Spacewatch          | —         | MPC                           |
| 236566     | 2006 HZ83  | 26 abr 2006 | Kitt Peak     | Spacewatch          | —         | MPC                           |
| 236567     | 2006 HB86  | 27 abr 2006 | Kitt Peak     | Spacewatch          | —         | MPC                           |
| 236568     | 2006 HQ86  | 27 abr 2006 | Socorro       | LINEAR              | —         | MPC                           |
| 236569     | 2006 HS88  | 30 abr 2006 | Kitt Peak     | Spacewatch          | —         | MPC                           |
| 236570     | 2006 HJ89  | 20 abr 2006 | Anderson Mesa | LONEOS              | —         | MPC                           |
| 236571     | 2006 HV91  | 29 abr 2006 | Kitt Peak     | Spacewatch          | —         | MPC                           |
| 236572     | 2006 HK92  | 29 abr 2006 | Kitt Peak     | Spacewatch          | —         | MPC                           |
| 236573     | 2006 HS92  | 29 abr 2006 | Kitt Peak     | Spacewatch          | —         | MPC                           |
| 236574     | 2006 HG93  | 29 abr 2006 | Kitt Peak     | Spacewatch          | Maria     | MPC                           |
| 236575     | 2006 HS95  | 30 abr 2006 | Kitt Peak     | Spacewatch          | —         | MPC                           |
| 236576     | 2006 HL96  | 30 abr 2006 | Kitt Peak     | Spacewatch          | —         | MPC                           |
| 236577     | 2006 HV99  | 30 abr 2006 | Kitt Peak     | Spacewatch          | —         | MPC                           |
| 236578     | 2006 HW99  | 30 abr 2006 | Kitt Peak     | Spacewatch          | —         | MPC                           |
| 236579     | 2006 HE101 | 30 abr 2006 | Kitt Peak     | Spacewatch          | —         | MPC                           |
| 236580     | 2006 HR101 | 30 abr 2006 | Kitt Peak     | Spacewatch          | —         | MPC                           |
| 236581     | 2006 HL104 | 30 abr 2006 | Kitt Peak     | Spacewatch          | —         | MPC                           |
| 236582     | 2006 HT104 | 19 abr 2006 | Anderson Mesa | LONEOS              | —         | MPC                           |
| 236583     | 2006 HX105 | 29 abr 2006 | Siding Spring | SSS                 | —         | MPC                           |
| 236584     | 2006 HB106 | 30 abr 2006 | Kitt Peak     | Spacewatch          | —         | MPC                           |
| 236585     | 2006 HR111 | 29 abr 2006 | Siding Spring | SSS                 | —         | MPC                           |
| 236586     | 2006 HQ117 | 29 abr 2006 | Kitt Peak     | Spacewatch          | —         | MPC                           |
| 236587     | 2006 HT119 | 30 abr 2006 | Kitt Peak     | Spacewatch          | —         | MPC                           |
| 236588     | 2006 HV120 | 30 abr 2006 | Kitt Peak     | Spacewatch          | —         | MPC                           |
| 236589     | 2006 HO121 | 30 abr 2006 | Kitt Peak     | Spacewatch          | —         | MPC                           |
| 236590     | 2006 HV121 | 30 abr 2006 | Catalina      | CSS                 | Pallas    | MPC                           |
| 236591     | 2006 HW121 | 30 abr 2006 | Catalina      | CSS                 | —         | MPC                           |
| 236592     | 2006 HB128 | 29 abr 2006 | Siding Spring | SSS                 | —         | MPC                           |
| 236593     | 2006 HD151 | 26 abr 2006 | Kitt Peak     | Spacewatch          | —         | MPC                           |
| 236594     | 2006 JS4   | 2 mai 2006  | Mount Lemmon  | Mount Lemmon Survey | —         | MPC                           |
| 236595     | 2006 JX4   | 2 mai 2006  | Mount Lemmon  | Mount Lemmon Survey | —         | MPC                           |
| 236596     | 2006 JN5   | 3 mai 2006  | Mount Lemmon  | Mount Lemmon Survey | —         | MPC                           |
| 236597     | 2006 JB6   | 5 mai 2006  | Nyukasa       | Mount Nyukasa Stn.  | —         | MPC                           |
| 236598     | 2006 JT7   | 1 mai 2006  | Kitt Peak     | Spacewatch          | —         | MPC                           |
| 236599     | 2006 JZ12  | 1 mai 2006  | Kitt Peak     | Spacewatch          | —         | MPC                           |
| 236600     | 2006 JF16  | 2 mai 2006  | Mount Lemmon  | Mount Lemmon Survey | —         | MPC                           |

## 236601–236700
| Designação       | Designação | Descoberta  | Descoberta        | Descobridor(es)     | Categoria | Mais informações / Referência |
| Permanente       | Provisória | Data        | Local             | Descobridor(es)     | Categoria | Mais informações / Referência |
| ---------------- | ---------- | ----------- | ----------------- | ------------------- | --------- | ----------------------------- |
| 236601           | 2006 JZ16  | 2 mai 2006  | Kitt Peak         | Spacewatch          | Ursula    | MPC                           |
| 236602           | 2006 JM17  | 2 mai 2006  | Mount Lemmon      | Mount Lemmon Survey | —         | MPC                           |
| 236603           | 2006 JM18  | 2 mai 2006  | Mount Lemmon      | Mount Lemmon Survey | —         | MPC                           |
| 236604           | 2006 JT18  | 2 mai 2006  | Mount Lemmon      | Mount Lemmon Survey | —         | MPC                           |
| 236605           | 2006 JM28  | 3 mai 2006  | Kitt Peak         | Spacewatch          | —         | MPC                           |
| 236606           | 2006 JA29  | 3 mai 2006  | Kitt Peak         | Spacewatch          | —         | MPC                           |
| 236607           | 2006 JP35  | 4 mai 2006  | Kitt Peak         | Spacewatch          | —         | MPC                           |
| 236608           | 2006 JH39  | 6 mai 2006  | Mount Lemmon      | Mount Lemmon Survey | —         | MPC                           |
| 236609           | 2006 JK40  | 7 mai 2006  | Mount Lemmon      | Mount Lemmon Survey | —         | MPC                           |
| 236610           | 2006 JL42  | 2 mai 2006  | Kitt Peak         | Spacewatch          | —         | MPC                           |
| 236611           | 2006 JQ42  | 2 mai 2006  | Kitt Peak         | Spacewatch          | —         | MPC                           |
| 236612           | 2006 JL44  | 6 mai 2006  | Kitt Peak         | Spacewatch          | —         | MPC                           |
| 236613           | 2006 JW44  | 7 mai 2006  | Mount Lemmon      | Mount Lemmon Survey | —         | MPC                           |
| 236614           | 2006 JA46  | 9 mai 2006  | Mount Lemmon      | Mount Lemmon Survey | —         | MPC                           |
| 236615           | 2006 JB48  | 5 mai 2006  | Kitt Peak         | Spacewatch          | —         | MPC                           |
| 236616 Gray      | 2006 JR61  | 1 mai 2006  | Mauna Kea         | P. A. Wiegert       | —         | MPC                           |
| 236617           | 2006 JL63  | 1 mai 2006  | Kitt Peak         | M. W. Buie          | Mitidika  | MPC                           |
| 236618           | 2006 JX79  | 8 mai 2006  | Mount Lemmon      | Mount Lemmon Survey | Maria     | MPC                           |
| 236619           | 2006 KD    | 16 mai 2006 | Palomar           | NEAT                | —         | MPC                           |
| 236620           | 2006 KZ    | 18 mai 2006 | Palomar           | NEAT                | —         | MPC                           |
| 236621           | 2006 KX1   | 21 mai 2006 | Reedy Creek       | J. Broughton        | —         | MPC                           |
| 236622           | 2006 KA2   | 17 mai 2006 | Palomar           | NEAT                | —         | MPC                           |
| 236623           | 2006 KF2   | 17 mai 2006 | Siding Spring     | SSS                 | —         | MPC                           |
| 236624           | 2006 KR6   | 19 mai 2006 | Mount Lemmon      | Mount Lemmon Survey | —         | MPC                           |
| 236625           | 2006 KT9   | 19 mai 2006 | Catalina          | CSS                 | Phocaea   | MPC                           |
| 236626           | 2006 KD11  | 19 mai 2006 | Mount Lemmon      | Mount Lemmon Survey | —         | MPC                           |
| 236627           | 2006 KU11  | 19 mai 2006 | Palomar           | NEAT                | —         | MPC                           |
| 236628           | 2006 KF15  | 20 mai 2006 | Catalina          | CSS                 | —         | MPC                           |
| 236629           | 2006 KB19  | 21 mai 2006 | Kitt Peak         | Spacewatch          | —         | MPC                           |
| 236630           | 2006 KY19  | 18 mai 2006 | Palomar           | NEAT                | —         | MPC                           |
| 236631           | 2006 KY20  | 20 mai 2006 | Catalina          | CSS                 | —         | MPC                           |
| 236632           | 2006 KG21  | 21 mai 2006 | Mount Lemmon      | Mount Lemmon Survey | —         | MPC                           |
| 236633           | 2006 KS23  | 18 mai 2006 | Catalina          | CSS                 | —         | MPC                           |
| 236634           | 2006 KM32  | 20 mai 2006 | Kitt Peak         | Spacewatch          | —         | MPC                           |
| 236635           | 2006 KS33  | 20 mai 2006 | Kitt Peak         | Spacewatch          | —         | MPC                           |
| 236636           | 2006 KC35  | 20 mai 2006 | Kitt Peak         | Spacewatch          | —         | MPC                           |
| 236637           | 2006 KK38  | 20 mai 2006 | Catalina          | CSS                 | —         | MPC                           |
| 236638           | 2006 KQ38  | 24 mai 2006 | Vail-Jarnac       | Jarnac Obs.         | Phocaea   | MPC                           |
| 236639           | 2006 KJ39  | 18 mai 2006 | Siding Spring     | SSS                 | —         | MPC                           |
| 236640           | 2006 KL39  | 20 mai 2006 | Anderson Mesa     | LONEOS              | —         | MPC                           |
| 236641           | 2006 KQ40  | 19 mai 2006 | Mount Lemmon      | Mount Lemmon Survey | —         | MPC                           |
| 236642           | 2006 KQ42  | 20 mai 2006 | Kitt Peak         | Spacewatch          | —         | MPC                           |
| 236643           | 2006 KC46  | 21 mai 2006 | Mount Lemmon      | Mount Lemmon Survey | —         | MPC                           |
| 236644           | 2006 KM50  | 21 mai 2006 | Kitt Peak         | Spacewatch          | —         | MPC                           |
| 236645           | 2006 KG51  | 21 mai 2006 | Mount Lemmon      | Mount Lemmon Survey | —         | MPC                           |
| 236646           | 2006 KW61  | 22 mai 2006 | Kitt Peak         | Spacewatch          | —         | MPC                           |
| 236647           | 2006 KX61  | 22 mai 2006 | Kitt Peak         | Spacewatch          | —         | MPC                           |
| 236648           | 2006 KE71  | 22 mai 2006 | Kitt Peak         | Spacewatch          | —         | MPC                           |
| 236649           | 2006 KJ73  | 23 mai 2006 | Kitt Peak         | Spacewatch          | —         | MPC                           |
| 236650           | 2006 KM76  | 24 mai 2006 | Mount Lemmon      | Mount Lemmon Survey | —         | MPC                           |
| 236651           | 2006 KK81  | 25 mai 2006 | Palomar           | NEAT                | —         | MPC                           |
| 236652           | 2006 KH85  | 19 mai 2006 | Anderson Mesa     | LONEOS              | —         | MPC                           |
| 236653           | 2006 KN99  | 27 mai 2006 | Catalina          | CSS                 | —         | MPC                           |
| 236654           | 2006 KV99  | 29 mai 2006 | Socorro           | LINEAR              | —         | MPC                           |
| 236655           | 2006 KL104 | 26 mai 2006 | Mount Lemmon      | Mount Lemmon Survey | —         | MPC                           |
| 236656           | 2006 KH113 | 19 mai 2006 | Catalina          | CSS                 | —         | MPC                           |
| 236657           | 2006 KU114 | 28 mai 2006 | Siding Spring     | SSS                 | —         | MPC                           |
| 236658           | 2006 KH116 | 29 mai 2006 | Kitt Peak         | Spacewatch          | —         | MPC                           |
| 236659           | 2006 KZ116 | 29 mai 2006 | Kitt Peak         | Spacewatch          | —         | MPC                           |
| 236660           | 2006 KQ117 | 31 mai 2006 | Mount Lemmon      | Mount Lemmon Survey | —         | MPC                           |
| 236661           | 2006 KW123 | 24 mai 2006 | Anderson Mesa     | LONEOS              | Eunomia   | MPC                           |
| 236662           | 2006 LJ    | 1 jun 2006  | Reedy Creek       | J. Broughton        | Eos       | MPC                           |
| 236663           | 2006 LN2   | 4 jun 2006  | Socorro           | LINEAR              | —         | MPC                           |
| 236664           | 2006 LB6   | 3 jun 2006  | Mount Lemmon      | Mount Lemmon Survey | —         | MPC                           |
| 236665           | 2006 MJ1   | 17 jun 2006 | Kitt Peak         | Spacewatch          | —         | MPC                           |
| 236666           | 2006 MJ7   | 18 jun 2006 | Kitt Peak         | Spacewatch          | —         | MPC                           |
| 236667           | 2006 OG16  | 29 jul 2006 | Reedy Creek       | J. Broughton        | —         | MPC                           |
| 236668           | 2006 PJ    | 3 ago 2006  | Pla D'Arguines    | R. Ferrando         | —         | MPC                           |
| 236669           | 2006 PD1   | 14 ago 2006 | Hibiscus          | S. F. Hönig         | —         | MPC                           |
| 236670           | 2006 PA23  | 7 ago 2006  | Siding Spring     | SSS                 | —         | MPC                           |
| 236671           | 2006 PQ32  | 15 ago 2006 | Siding Spring     | SSS                 | —         | MPC                           |
| 236672           | 2006 PK35  | 12 ago 2006 | Palomar           | NEAT                | —         | MPC                           |
| 236673           | 2006 QC3   | 17 ago 2006 | Palomar           | NEAT                | Pallas    | MPC                           |
| 236674           | 2006 QA5   | 19 ago 2006 | Kitt Peak         | Spacewatch          | —         | MPC                           |
| 236675           | 2006 QN26  | 19 ago 2006 | Kitt Peak         | Spacewatch          | —         | MPC                           |
| 236676           | 2006 QN29  | 16 ago 2006 | Siding Spring     | SSS                 | —         | MPC                           |
| 236677           | 2006 QB33  | 22 ago 2006 | Palomar           | NEAT                | —         | MPC                           |
| 236678           | 2006 QY44  | 19 ago 2006 | Palomar           | NEAT                | —         | MPC                           |
| 236679           | 2006 QB60  | 19 ago 2006 | Palomar           | NEAT                | —         | MPC                           |
| 236680           | 2006 QH64  | 26 ago 2006 | Socorro           | LINEAR              | —         | MPC                           |
| 236681           | 2006 QA100 | 24 ago 2006 | Socorro           | LINEAR              | —         | MPC                           |
| 236682           | 2006 QU104 | 28 ago 2006 | Socorro           | LINEAR              | —         | MPC                           |
| 236683 Hujingyao | 2006 QE111 | 28 ago 2006 | Lulin Observatory | H.-C. Lin, Q.-z. Ye | —         | MPC                           |
| 236684           | 2006 QZ134 | 27 ago 2006 | Anderson Mesa     | LONEOS              | —         | MPC                           |
| 236685           | 2006 RX30  | 15 set 2006 | Socorro           | LINEAR              | —         | MPC                           |
| 236686           | 2006 RG91  | 15 set 2006 | Kitt Peak         | Spacewatch          | —         | MPC                           |
| 236687           | 2006 SK42  | 18 set 2006 | Catalina          | CSS                 | —         | MPC                           |
| 236688           | 2006 SF65  | 16 set 2006 | Kitt Peak         | Spacewatch          | —         | MPC                           |
| 236689           | 2006 ST79  | 17 set 2006 | Catalina          | CSS                 | —         | MPC                           |
| 236690           | 2006 SC186 | 25 set 2006 | Mount Lemmon      | Mount Lemmon Survey | —         | MPC                           |
| 236691           | 2006 SK240 | 26 set 2006 | Kitt Peak         | Spacewatch          | —         | MPC                           |
| 236692           | 2006 SS291 | 19 set 2006 | Siding Spring     | SSS                 | —         | MPC                           |
| 236693           | 2006 UM22  | 16 out 2006 | Mount Lemmon      | Mount Lemmon Survey | Ursula    | MPC                           |
| 236694           | 2006 UB65  | 16 out 2006 | Kitt Peak         | Spacewatch          | —         | MPC                           |
| 236695           | 2006 WY178 | 24 nov 2006 | Catalina          | CSS                 | —         | MPC                           |
| 236696           | 2007 DE53  | 19 fev 2007 | Mount Lemmon      | Mount Lemmon Survey | —         | MPC                           |
| 236697           | 2007 DH56  | 21 fev 2007 | Mount Lemmon      | Mount Lemmon Survey | —         | MPC                           |
| 236698           | 2007 DF72  | 21 fev 2007 | Kitt Peak         | Spacewatch          | —         | MPC                           |
| 236699           | 2007 EN9   | 9 mar 2007  | Palomar           | NEAT                | —         | MPC                           |
| 236700           | 2007 EO28  | 9 mar 2007  | Palomar           | NEAT                | —         | MPC                           |

## 236701–236800
| Designação           | Designação | Descoberta  | Descoberta         | Descobridor(es)       | Categoria | Mais informações / Referência |
| Permanente           | Provisória | Data        | Local              | Descobridor(es)       | Categoria | Mais informações / Referência |
| -------------------- | ---------- | ----------- | ------------------ | --------------------- | --------- | ----------------------------- |
| 236701               | 2007 EH38  | 11 mar 2007 | Mount Lemmon       | Mount Lemmon Survey   | —         | MPC                           |
| 236702               | 2007 EG48  | 9 mar 2007  | Kitt Peak          | Spacewatch            | —         | MPC                           |
| 236703               | 2007 EL48  | 9 mar 2007  | Kitt Peak          | Spacewatch            | —         | MPC                           |
| 236704               | 2007 EM118 | 13 mar 2007 | Mount Lemmon       | Mount Lemmon Survey   | —         | MPC                           |
| 236705               | 2007 ES124 | 14 mar 2007 | Catalina           | CSS                   | —         | MPC                           |
| 236706               | 2007 EL169 | 13 mar 2007 | Kitt Peak          | Spacewatch            | —         | MPC                           |
| 236707               | 2007 EK181 | 14 mar 2007 | Kitt Peak          | Spacewatch            | —         | MPC                           |
| 236708               | 2007 EA198 | 15 mar 2007 | Kitt Peak          | Spacewatch            | —         | MPC                           |
| 236709               | 2007 EG198 | 15 mar 2007 | Mount Lemmon       | Mount Lemmon Survey   | —         | MPC                           |
| 236710               | 2007 EC213 | 14 mar 2007 | Siding Spring      | SSS                   | Phocaea   | MPC                           |
| 236711               | 2007 FS    | 16 mar 2007 | Anderson Mesa      | LONEOS                | —         | MPC                           |
| 236712               | 2007 FO7   | 16 mar 2007 | Mount Lemmon       | Mount Lemmon Survey   | —         | MPC                           |
| 236713               | 2007 FE15  | 16 mar 2007 | Kitt Peak          | Spacewatch            | —         | MPC                           |
| 236714               | 2007 FJ22  | 20 mar 2007 | Kitt Peak          | Spacewatch            | —         | MPC                           |
| 236715               | 2007 FL31  | 20 mar 2007 | Kitt Peak          | Spacewatch            | —         | MPC                           |
| 236716               | 2007 FV42  | 20 mar 2007 | Catalina           | CSS                   | —         | MPC                           |
| 236717               | 2007 GL8   | 7 abr 2007  | Mount Lemmon       | Mount Lemmon Survey   | —         | MPC                           |
| 236718               | 2007 GO8   | 7 abr 2007  | Mount Lemmon       | Mount Lemmon Survey   | —         | MPC                           |
| 236719               | 2007 GP19  | 11 abr 2007 | Kitt Peak          | Spacewatch            | —         | MPC                           |
| 236720               | 2007 GO20  | 11 abr 2007 | Mount Lemmon       | Mount Lemmon Survey   | —         | MPC                           |
| 236721               | 2007 GC22  | 11 abr 2007 | Mount Lemmon       | Mount Lemmon Survey   | —         | MPC                           |
| 236722               | 2007 GE27  | 14 abr 2007 | Kitt Peak          | Spacewatch            | —         | MPC                           |
| 236723               | 2007 GW45  | 14 abr 2007 | Kitt Peak          | Spacewatch            | —         | MPC                           |
| 236724               | 2007 GL48  | 14 abr 2007 | Kitt Peak          | Spacewatch            | —         | MPC                           |
| 236725               | 2007 GA65  | 15 abr 2007 | Kitt Peak          | Spacewatch            | —         | MPC                           |
| 236726               | 2007 GP72  | 15 abr 2007 | Mount Lemmon       | Mount Lemmon Survey   | —         | MPC                           |
| 236727               | 2007 HN3   | 16 abr 2007 | Socorro            | LINEAR                | —         | MPC                           |
| 236728 Leandri       | 2007 HP14  | 19 abr 2007 | Saint-Sulpice      | B. Christophe         | —         | MPC                           |
| 236729               | 2007 HZ18  | 17 abr 2007 | Anderson Mesa      | LONEOS                | —         | MPC                           |
| 236730               | 2007 HQ27  | 18 abr 2007 | Kitt Peak          | Spacewatch            | —         | MPC                           |
| 236731               | 2007 HZ32  | 19 abr 2007 | Mount Lemmon       | Mount Lemmon Survey   | —         | MPC                           |
| 236732               | 2007 HK51  | 20 abr 2007 | Kitt Peak          | Spacewatch            | —         | MPC                           |
| 236733               | 2007 HY76  | 23 abr 2007 | Kitt Peak          | Spacewatch            | —         | MPC                           |
| 236734               | 2007 HZ88  | 22 abr 2007 | Kitt Peak          | Spacewatch            | —         | MPC                           |
| 236735               | 2007 HB89  | 22 abr 2007 | Kitt Peak          | Spacewatch            | —         | MPC                           |
| 236736               | 2007 JO9   | 9 mai 2007  | Catalina           | CSS                   | —         | MPC                           |
| 236737               | 2007 JC18  | 8 mai 2007  | Kitt Peak          | Spacewatch            | —         | MPC                           |
| 236738               | 2007 JD23  | 7 mai 2007  | Kitt Peak          | Spacewatch            | —         | MPC                           |
| 236739               | 2007 JZ24  | 9 mai 2007  | Mount Lemmon       | Mount Lemmon Survey   | —         | MPC                           |
| 236740               | 2007 JL27  | 9 mai 2007  | Kitt Peak          | Spacewatch            | —         | MPC                           |
| 236741               | 2007 JF29  | 10 mai 2007 | Mount Lemmon       | Mount Lemmon Survey   | —         | MPC                           |
| 236742               | 2007 JF32  | 12 mai 2007 | Mount Lemmon       | Mount Lemmon Survey   | —         | MPC                           |
| 236743 Zhejiangdaxue | 2007 JU34  | 7 mai 2007  | Lulin Observatory  | Q.-z. Ye, C.-Y. Shih  | —         | MPC                           |
| 236744               | 2007 JZ41  | 14 mai 2007 | Siding Spring      | SSS                   | —         | MPC                           |
| 236745               | 2007 KS8   | 25 mai 2007 | Catalina           | CSS                   | —         | MPC                           |
| 236746 Chareslindos  | 2007 LP    | 8 jun 2007  | Vallemare Borbon   | V. S. Casulli         | —         | MPC                           |
| 236747               | 2007 LR3   | 8 jun 2007  | Kitt Peak          | Spacewatch            | —         | MPC                           |
| 236748               | 2007 LF4   | 8 jun 2007  | Kitt Peak          | Spacewatch            | —         | MPC                           |
| 236749               | 2007 LF26  | 14 jun 2007 | Kitt Peak          | Spacewatch            | —         | MPC                           |
| 236750               | 2007 LJ26  | 14 jun 2007 | Kitt Peak          | Spacewatch            | —         | MPC                           |
| 236751               | 2007 LU32  | 14 jun 2007 | Kitt Peak          | Spacewatch            | —         | MPC                           |
| 236752               | 2007 LL36  | 10 jun 2007 | Kitt Peak          | Spacewatch            | —         | MPC                           |
| 236753               | 2007 MJ    | 16 jun 2007 | Tiki               | S. F. Hönig, N. Teamo | —         | MPC                           |
| 236754               | 2007 MP1   | 16 jun 2007 | Kitt Peak          | Spacewatch            | —         | MPC                           |
| 236755               | 2007 MY9   | 20 jun 2007 | Kitt Peak          | Spacewatch            | —         | MPC                           |
| 236756               | 2007 MF21  | 21 jun 2007 | Mount Lemmon       | Mount Lemmon Survey   | Ursula    | MPC                           |
| 236757               | 2007 MB23  | 22 jun 2007 | Kitt Peak          | Spacewatch            | —         | MPC                           |
| 236758               | 2007 NC3   | 14 jul 2007 | Tiki               | S. F. Hönig, N. Teamo | —         | MPC                           |
| 236759               | 2007 NE4   | 10 jul 2007 | Siding Spring      | SSS                   | —         | MPC                           |
| 236760               | 2007 NF4   | 10 jul 2007 | Siding Spring      | SSS                   | —         | MPC                           |
| 236761               | 2007 NN4   | 14 jul 2007 | Črni Vrh           | Črni Vrh              | —         | MPC                           |
| 236762               | 2007 NT5   | 15 jul 2007 | Siding Spring      | SSS                   | —         | MPC                           |
| 236763               | 2007 OD1   | 16 jul 2007 | Socorro            | LINEAR                | —         | MPC                           |
| 236764               | 2007 OJ1   | 19 jul 2007 | La Sagra           | Mallorca Obs.         | —         | MPC                           |
| 236765               | 2007 OA2   | 19 jul 2007 | La Sagra           | Mallorca Obs.         | —         | MPC                           |
| 236766               | 2007 OB3   | 20 jul 2007 | Reedy Creek        | J. Broughton          | —         | MPC                           |
| 236767               | 2007 OP5   | 21 jul 2007 | Lulin Observatory  | LUSS                  | —         | MPC                           |
| 236768               | 2007 OJ6   | 18 jul 2007 | Reedy Creek        | J. Broughton          | —         | MPC                           |
| 236769               | 2007 OR6   | 21 jul 2007 | Reedy Creek        | J. Broughton          | —         | MPC                           |
| 236770               | 2007 ON7   | 25 jul 2007 | Dauban             | Chante-Perdrix Obs.   | —         | MPC                           |
| 236771               | 2007 PU    | 4 ago 2007  | Reedy Creek        | J. Broughton          | Mitidika  | MPC                           |
| 236772               | 2007 PP2   | 6 ago 2007  | Lulin              | LUSS                  | —         | MPC                           |
| 236773               | 2007 PD5   | 5 ago 2007  | Socorro            | LINEAR                | —         | MPC                           |
| 236774               | 2007 PE5   | 5 ago 2007  | Socorro            | LINEAR                | Mitidika  | MPC                           |
| 236775               | 2007 PG5   | 5 ago 2007  | Socorro            | LINEAR                | —         | MPC                           |
| 236776               | 2007 PH10  | 9 ago 2007  | Socorro            | LINEAR                | Mitidika  | MPC                           |
| 236777               | 2007 PL10  | 9 ago 2007  | Socorro            | LINEAR                | —         | MPC                           |
| 236778               | 2007 PP10  | 9 ago 2007  | Socorro            | LINEAR                | —         | MPC                           |
| 236779               | 2007 PX11  | 8 ago 2007  | Socorro            | LINEAR                | —         | MPC                           |
| 236780               | 2007 PY11  | 9 ago 2007  | Kitt Peak          | Spacewatch            | —         | MPC                           |
| 236781               | 2007 PG15  | 8 ago 2007  | Socorro            | LINEAR                | —         | MPC                           |
| 236782               | 2007 PD16  | 8 ago 2007  | Socorro            | LINEAR                | —         | MPC                           |
| 236783               | 2007 PD20  | 9 ago 2007  | Socorro            | LINEAR                | —         | MPC                           |
| 236784 Livorno       | 2007 PU27  | 12 ago 2007 | San Marcello       | L. Tesi, M. Mazzucato | —         | MPC                           |
| 236785 Hilendarski   | 2007 PN29  | 15 ago 2007 | Zvezdno Obshtestvo | F. Fratev             | —         | MPC                           |
| 236786               | 2007 PN32  | 8 ago 2007  | Socorro            | LINEAR                | —         | MPC                           |
| 236787               | 2007 PG33  | 10 ago 2007 | Kitt Peak          | Spacewatch            | —         | MPC                           |
| 236788               | 2007 PM35  | 9 ago 2007  | XuYi               | PMO NEO               | —         | MPC                           |
| 236789               | 2007 PY35  | 12 ago 2007 | Socorro            | LINEAR                | Brangane  | MPC                           |
| 236790               | 2007 PW38  | 15 ago 2007 | Socorro            | LINEAR                | Mitidika  | MPC                           |
| 236791               | 2007 PU39  | 13 ago 2007 | Socorro            | LINEAR                | —         | MPC                           |
| 236792               | 2007 PS40  | 9 ago 2007  | Socorro            | LINEAR                | —         | MPC                           |
| 236793               | 2007 PW41  | 6 ago 2007  | Lulin              | LUSS                  | —         | MPC                           |
| 236794               | 2007 PZ41  | 9 ago 2007  | Socorro            | LINEAR                | —         | MPC                           |
| 236795               | 2007 PQ42  | 9 ago 2007  | Kitt Peak          | Spacewatch            | —         | MPC                           |
| 236796               | 2007 PC44  | 13 ago 2007 | Socorro            | LINEAR                | —         | MPC                           |
| 236797               | 2007 PE50  | 11 ago 2007 | Socorro            | LINEAR                | Brangane  | MPC                           |
| 236798               | 2007 PG50  | 12 ago 2007 | Socorro            | LINEAR                | —         | MPC                           |
| 236799               | 2007 PO50  | 10 ago 2007 | Kitt Peak          | Spacewatch            | Brangane  | MPC                           |
| 236800 Broder        | 2007 QU3   | 24 ago 2007 | Wildberg           | R. Apitzsch           | —         | MPC                           |

## 236801–236900
| Designação            | Designação | Descoberta  | Descoberta        | Descobridor(es)       | Categoria | Mais informações / Referência |
| Permanente            | Provisória | Data        | Local             | Descobridor(es)       | Categoria | Mais informações / Referência |
| --------------------- | ---------- | ----------- | ----------------- | --------------------- | --------- | ----------------------------- |
| 236801                | 2007 QC4   | 16 ago 2007 | Socorro           | LINEAR                | —         | MPC                           |
| 236802                | 2007 QT7   | 21 ago 2007 | Anderson Mesa     | LONEOS                | Brangane  | MPC                           |
| 236803                | 2007 QZ7   | 21 ago 2007 | Anderson Mesa     | LONEOS                | Ursula    | MPC                           |
| 236804                | 2007 QY8   | 22 ago 2007 | Socorro           | LINEAR                | —         | MPC                           |
| 236805                | 2007 QP10  | 23 ago 2007 | Kitt Peak         | Spacewatch            | —         | MPC                           |
| 236806                | 2007 RC2   | 4 set 2007  | Junk Bond         | D. Healy              | Brangane  | MPC                           |
| 236807                | 2007 RH9   | 2 set 2007  | Siding Spring     | K. Sárneczky, L. Kiss | —         | MPC                           |
| 236808                | 2007 RX12  | 11 set 2007 | Vicques           | M. Ory                | —         | MPC                           |
| 236809                | 2007 RW13  | 4 set 2007  | La Sagra          | Mallorca Obs.         | —         | MPC                           |
| 236810 Rutten         | 2007 RH14  | 9 set 2007  | Wildberg          | R. Apitzsch           | —         | MPC                           |
| 236811 Natascharenate | 2007 RE16  | 12 set 2007 | Gaisberg          | R. Gierlinger         | —         | MPC                           |
| 236812                | 2007 RS19  | 14 set 2007 | Desert Moon       | B. L. Stevens         | —         | MPC                           |
| 236813                | 2007 RX20  | 3 set 2007  | Catalina          | CSS                   | —         | MPC                           |
| 236814                | 2007 RL21  | 3 set 2007  | Catalina          | CSS                   | —         | MPC                           |
| 236815                | 2007 RY21  | 3 set 2007  | Catalina          | CSS                   | —         | MPC                           |
| 236816                | 2007 RV25  | 4 set 2007  | Mount Lemmon      | Mount Lemmon Survey   | —         | MPC                           |
| 236817                | 2007 RC28  | 4 set 2007  | Catalina          | CSS                   | —         | MPC                           |
| 236818                | 2007 RA33  | 5 set 2007  | Catalina          | CSS                   | —         | MPC                           |
| 236819                | 2007 RC33  | 5 set 2007  | Anderson Mesa     | LONEOS                | Juno      | MPC                           |
| 236820                | 2007 RK33  | 5 set 2007  | Catalina          | CSS                   | —         | MPC                           |
| 236821                | 2007 RU38  | 8 set 2007  | Anderson Mesa     | LONEOS                | —         | MPC                           |
| 236822                | 2007 RW38  | 8 set 2007  | Anderson Mesa     | LONEOS                | Juno      | MPC                           |
| 236823                | 2007 RV42  | 9 set 2007  | Kitt Peak         | Spacewatch            | —         | MPC                           |
| 236824                | 2007 RQ47  | 9 set 2007  | Mount Lemmon      | Mount Lemmon Survey   | —         | MPC                           |
| 236825                | 2007 RS52  | 9 set 2007  | Kitt Peak         | Spacewatch            | —         | MPC                           |
| 236826                | 2007 RS53  | 9 set 2007  | Kitt Peak         | Spacewatch            | —         | MPC                           |
| 236827                | 2007 RN59  | 10 set 2007 | Kitt Peak         | Spacewatch            | —         | MPC                           |
| 236828                | 2007 RO61  | 10 set 2007 | Mount Lemmon      | Mount Lemmon Survey   | —         | MPC                           |
| 236829                | 2007 RM63  | 10 set 2007 | Mount Lemmon      | Mount Lemmon Survey   | Maria     | MPC                           |
| 236830                | 2007 RL67  | 10 set 2007 | Mount Lemmon      | Mount Lemmon Survey   | —         | MPC                           |
| 236831                | 2007 RE68  | 10 set 2007 | Kitt Peak         | Spacewatch            | —         | MPC                           |
| 236832                | 2007 RA78  | 10 set 2007 | Mount Lemmon      | Mount Lemmon Survey   | —         | MPC                           |
| 236833                | 2007 RB78  | 10 set 2007 | Mount Lemmon      | Mount Lemmon Survey   | —         | MPC                           |
| 236834                | 2007 RH78  | 10 set 2007 | Mount Lemmon      | Mount Lemmon Survey   | —         | MPC                           |
| 236835                | 2007 RA79  | 10 set 2007 | Mount Lemmon      | Mount Lemmon Survey   | —         | MPC                           |
| 236836                | 2007 RE79  | 10 set 2007 | Mount Lemmon      | Mount Lemmon Survey   | —         | MPC                           |
| 236837                | 2007 RG79  | 10 set 2007 | Mount Lemmon      | Mount Lemmon Survey   | —         | MPC                           |
| 236838                | 2007 RG80  | 10 set 2007 | Mount Lemmon      | Mount Lemmon Survey   | —         | MPC                           |
| 236839                | 2007 RN91  | 10 set 2007 | Mount Lemmon      | Mount Lemmon Survey   | —         | MPC                           |
| 236840                | 2007 RX95  | 10 set 2007 | Kitt Peak         | Spacewatch            | —         | MPC                           |
| 236841                | 2007 RO96  | 10 set 2007 | Kitt Peak         | Spacewatch            | —         | MPC                           |
| 236842                | 2007 RF99  | 11 set 2007 | Kitt Peak         | Spacewatch            | —         | MPC                           |
| 236843                | 2007 RB112 | 11 set 2007 | Mount Lemmon      | Mount Lemmon Survey   | —         | MPC                           |
| 236844                | 2007 RD116 | 11 set 2007 | Kitt Peak         | Spacewatch            | Ursula    | MPC                           |
| 236845                | 2007 RZ118 | 11 set 2007 | XuYi              | PMO NEO               | —         | MPC                           |
| 236846                | 2007 RW129 | 12 set 2007 | Mount Lemmon      | Mount Lemmon Survey   | —         | MPC                           |
| 236847                | 2007 RJ136 | 14 set 2007 | Mount Lemmon      | Mount Lemmon Survey   | —         | MPC                           |
| 236848                | 2007 RV137 | 14 set 2007 | Anderson Mesa     | LONEOS                | —         | MPC                           |
| 236849                | 2007 RK138 | 14 set 2007 | Lulin             | LUSS                  | Ursula    | MPC                           |
| 236850                | 2007 RV138 | 15 set 2007 | Lulin             | LUSS                  | —         | MPC                           |
| 236851 Chenchikwan    | 2007 RA139 | 15 set 2007 | Lulin Observatory | C.-S. Lin, Q.-z. Ye   | —         | MPC                           |
| 236852                | 2007 RV140 | 13 set 2007 | Socorro           | LINEAR                | Pallas    | MPC                           |
| 236853                | 2007 RJ142 | 13 set 2007 | Socorro           | LINEAR                | —         | MPC                           |
| 236854                | 2007 RZ142 | 14 set 2007 | Socorro           | LINEAR                | —         | MPC                           |
| 236855                | 2007 RQ143 | 14 set 2007 | Socorro           | LINEAR                | Ursula    | MPC                           |
| 236856                | 2007 RB157 | 11 set 2007 | Mount Lemmon      | Mount Lemmon Survey   | Pallas    | MPC                           |
| 236857                | 2007 RM158 | 12 set 2007 | Catalina          | CSS                   | —         | MPC                           |
| 236858                | 2007 RM180 | 11 set 2007 | Catalina          | CSS                   | —         | MPC                           |
| 236859                | 2007 RD182 | 12 set 2007 | Mount Lemmon      | Mount Lemmon Survey   | —         | MPC                           |
| 236860                | 2007 RE187 | 13 set 2007 | Mount Lemmon      | Mount Lemmon Survey   | —         | MPC                           |
| 236861                | 2007 RC188 | 8 set 2007  | Bergisch Gladbac  | W. Bickel             | Juno      | MPC                           |
| 236862                | 2007 RG189 | 10 set 2007 | Kitt Peak         | Spacewatch            | —         | MPC                           |
| 236863                | 2007 RD206 | 10 set 2007 | Mount Lemmon      | Mount Lemmon Survey   | —         | MPC                           |
| 236864                | 2007 RK209 | 10 set 2007 | Kitt Peak         | Spacewatch            | —         | MPC                           |
| 236865                | 2007 RA211 | 11 set 2007 | Kitt Peak         | Spacewatch            | —         | MPC                           |
| 236866                | 2007 RR216 | 13 set 2007 | Catalina          | CSS                   | Brangane  | MPC                           |
| 236867                | 2007 RK223 | 8 set 2007  | Anderson Mesa     | LONEOS                | Ursula    | MPC                           |
| 236868                | 2007 RG226 | 10 set 2007 | Kitt Peak         | Spacewatch            | —         | MPC                           |
| 236869                | 2007 RQ227 | 10 set 2007 | Mount Lemmon      | Mount Lemmon Survey   | —         | MPC                           |
| 236870                | 2007 RB242 | 14 set 2007 | Socorro           | LINEAR                | Phocaea   | MPC                           |
| 236871                | 2007 RP242 | 15 set 2007 | Socorro           | LINEAR                | —         | MPC                           |
| 236872                | 2007 RR253 | 14 set 2007 | Kitt Peak         | Spacewatch            | —         | MPC                           |
| 236873                | 2007 RA262 | 14 set 2007 | Kitt Peak         | Spacewatch            | —         | MPC                           |
| 236874                | 2007 RT263 | 15 set 2007 | Anderson Mesa     | LONEOS                | Mitidika  | MPC                           |
| 236875                | 2007 RQ277 | 5 set 2007  | Catalina          | CSS                   | —         | MPC                           |
| 236876                | 2007 RD280 | 11 set 2007 | Siding Spring     | SSS                   | —         | MPC                           |
| 236877                | 2007 RH281 | 13 set 2007 | Catalina          | CSS                   | —         | MPC                           |
| 236878                | 2007 RJ283 | 11 set 2007 | Catalina          | CSS                   | Vesta     | MPC                           |
| 236879                | 2007 RU285 | 14 set 2007 | Catalina          | CSS                   | —         | MPC                           |
| 236880                | 2007 RQ286 | 4 set 2007  | Mount Lemmon      | Mount Lemmon Survey   | Maria     | MPC                           |
| 236881                | 2007 RL288 | 12 set 2007 | Catalina          | CSS                   | —         | MPC                           |
| 236882                | 2007 RN291 | 12 set 2007 | Kitt Peak         | Spacewatch            | —         | MPC                           |
| 236883                | 2007 RS301 | 14 set 2007 | Mount Lemmon      | Mount Lemmon Survey   | —         | MPC                           |
| 236884                | 2007 SD2   | 19 set 2007 | Dauban            | Chante-Perdrix Obs.   | —         | MPC                           |
| 236885                | 2007 SZ2   | 16 set 2007 | Socorro           | LINEAR                | —         | MPC                           |
| 236886                | 2007 SR3   | 16 set 2007 | Socorro           | LINEAR                | —         | MPC                           |
| 236887                | 2007 SP5   | 19 set 2007 | Socorro           | LINEAR                | —         | MPC                           |
| 236888                | 2007 SQ5   | 19 set 2007 | Socorro           | LINEAR                | —         | MPC                           |
| 236889                | 2007 SU5   | 19 set 2007 | Socorro           | LINEAR                | Ursula    | MPC                           |
| 236890                | 2007 SY11  | 22 set 2007 | Črni Vrh          | Črni Vrh              | —         | MPC                           |
| 236891                | 2007 SO12  | 18 set 2007 | Catalina          | CSS                   | Brangane  | MPC                           |
| 236892                | 2007 TJ7   | 7 out 2007  | Pla D'Arguines    | R. Ferrando           | —         | MPC                           |
| 236893                | 2007 TT9   | 6 out 2007  | Socorro           | LINEAR                | —         | MPC                           |
| 236894                | 2007 TN14  | 7 out 2007  | Altschwendt       | W. Ries               | Juno      | MPC                           |
| 236895                | 2007 TZ16  | 7 out 2007  | Calvin-Rehoboth   | Calvin–Rehoboth Obs.  | —         | MPC                           |
| 236896                | 2007 TH17  | 7 out 2007  | Calvin-Rehoboth   | Calvin–Rehoboth Obs.  | —         | MPC                           |
| 236897                | 2007 TU17  | 7 out 2007  | Dauban            | Chante-Perdrix Obs.   | —         | MPC                           |
| 236898                | 2007 TF21  | 9 out 2007  | Dauban            | Chante-Perdrix Obs.   | —         | MPC                           |
| 236899                | 2007 TF30  | 4 out 2007  | Kitt Peak         | Spacewatch            | —         | MPC                           |
| 236900                | 2007 TB31  | 4 out 2007  | Kitt Peak         | Spacewatch            | —         | MPC                           |

## 236901–237000
| Designação      | Designação | Descoberta  | Descoberta       | Descobridor(es)     | Categoria | Mais informações / Referência |
| Permanente      | Provisória | Data        | Local            | Descobridor(es)     | Categoria | Mais informações / Referência |
| --------------- | ---------- | ----------- | ---------------- | ------------------- | --------- | ----------------------------- |
| 236901          | 2007 TX31  | 5 out 2007  | Siding Spring    | SSS                 | Pallas    | MPC                           |
| 236902          | 2007 TK32  | 6 out 2007  | Kitt Peak        | Spacewatch          | —         | MPC                           |
| 236903          | 2007 TR54  | 4 out 2007  | Kitt Peak        | Spacewatch          | —         | MPC                           |
| 236904          | 2007 TF55  | 4 out 2007  | Kitt Peak        | Spacewatch          | —         | MPC                           |
| 236905          | 2007 TK65  | 7 out 2007  | Mount Lemmon     | Mount Lemmon Survey | —         | MPC                           |
| 236906          | 2007 TN65  | 7 out 2007  | Mount Lemmon     | Mount Lemmon Survey | —         | MPC                           |
| 236907          | 2007 TR67  | 8 out 2007  | Goodricke-Pigott | R. A. Tucker        | —         | MPC                           |
| 236908          | 2007 TO92  | 5 out 2007  | Kitt Peak        | Spacewatch          | —         | MPC                           |
| 236909          | 2007 TX95  | 7 out 2007  | Gaisberg         | R. Gierlinger       | —         | MPC                           |
| 236910          | 2007 TP97  | 8 out 2007  | Anderson Mesa    | LONEOS              | —         | MPC                           |
| 236911          | 2007 TX99  | 8 out 2007  | Kitt Peak        | Spacewatch          | —         | MPC                           |
| 236912          | 2007 TE108 | 7 out 2007  | Mount Lemmon     | Mount Lemmon Survey | —         | MPC                           |
| 236913          | 2007 TJ111 | 8 out 2007  | Catalina         | CSS                 | —         | MPC                           |
| 236914          | 2007 TJ120 | 9 out 2007  | Lulin            | LUSS                | —         | MPC                           |
| 236915          | 2007 TL124 | 6 out 2007  | Kitt Peak        | Spacewatch          | —         | MPC                           |
| 236916          | 2007 TT124 | 6 out 2007  | Kitt Peak        | Spacewatch          | —         | MPC                           |
| 236917          | 2007 TT137 | 8 out 2007  | Catalina         | CSS                 | —         | MPC                           |
| 236918          | 2007 TM142 | 13 out 2007 | Dauban           | Chante-Perdrix Obs. | —         | MPC                           |
| 236919          | 2007 TT144 | 6 out 2007  | Socorro          | LINEAR              | —         | MPC                           |
| 236920          | 2007 TO145 | 6 out 2007  | Socorro          | LINEAR              | —         | MPC                           |
| 236921          | 2007 TE146 | 6 out 2007  | Socorro          | LINEAR              | Brangane  | MPC                           |
| 236922          | 2007 TA154 | 9 out 2007  | Socorro          | LINEAR              | —         | MPC                           |
| 236923          | 2007 TJ155 | 9 out 2007  | Socorro          | LINEAR              | —         | MPC                           |
| 236924          | 2007 TS160 | 9 out 2007  | Socorro          | LINEAR              | —         | MPC                           |
| 236925          | 2007 TH165 | 11 out 2007 | Socorro          | LINEAR              | Pallas    | MPC                           |
| 236926          | 2007 TP189 | 4 out 2007  | Mount Lemmon     | Mount Lemmon Survey | —         | MPC                           |
| 236927          | 2007 TC194 | 7 out 2007  | Catalina         | CSS                 | —         | MPC                           |
| 236928          | 2007 TW194 | 7 out 2007  | Mount Lemmon     | Mount Lemmon Survey | —         | MPC                           |
| 236929          | 2007 TN205 | 9 out 2007  | Mount Lemmon     | Mount Lemmon Survey | —         | MPC                           |
| 236930          | 2007 TS207 | 10 out 2007 | Mount Lemmon     | Mount Lemmon Survey | Eos       | MPC                           |
| 236931          | 2007 TF209 | 11 out 2007 | Catalina         | CSS                 | —         | MPC                           |
| 236932          | 2007 TM210 | 6 out 2007  | Kitt Peak        | Spacewatch          | —         | MPC                           |
| 236933          | 2007 TF219 | 8 out 2007  | Mount Lemmon     | Mount Lemmon Survey | —         | MPC                           |
| 236934          | 2007 TE233 | 8 out 2007  | Kitt Peak        | Spacewatch          | —         | MPC                           |
| 236935          | 2007 TE254 | 8 out 2007  | Mount Lemmon     | Mount Lemmon Survey | —         | MPC                           |
| 236936          | 2007 TK263 | 10 out 2007 | Kitt Peak        | Spacewatch          | —         | MPC                           |
| 236937          | 2007 TF275 | 11 out 2007 | Catalina         | CSS                 | —         | MPC                           |
| 236938          | 2007 TC281 | 7 out 2007  | Mount Lemmon     | Mount Lemmon Survey | —         | MPC                           |
| 236939          | 2007 TQ287 | 11 out 2007 | Catalina         | CSS                 | —         | MPC                           |
| 236940          | 2007 TK291 | 13 out 2007 | Catalina         | CSS                 | —         | MPC                           |
| 236941          | 2007 TM297 | 11 out 2007 | Mount Lemmon     | Mount Lemmon Survey | —         | MPC                           |
| 236942          | 2007 TD322 | 10 out 2007 | Lulin            | LUSS                | —         | MPC                           |
| 236943          | 2007 TB332 | 11 out 2007 | Kitt Peak        | Spacewatch          | Ursula    | MPC                           |
| 236944          | 2007 TA353 | 8 out 2007  | Mount Lemmon     | Mount Lemmon Survey | —         | MPC                           |
| 236945          | 2007 TE353 | 8 out 2007  | Mount Lemmon     | Mount Lemmon Survey | —         | MPC                           |
| 236946          | 2007 TL365 | 9 out 2007  | Mount Lemmon     | Mount Lemmon Survey | —         | MPC                           |
| 236947          | 2007 TO374 | 15 out 2007 | Kitt Peak        | Spacewatch          | Eos       | MPC                           |
| 236948          | 2007 TP385 | 15 out 2007 | Catalina         | CSS                 | —         | MPC                           |
| 236949          | 2007 TZ399 | 15 out 2007 | Kitt Peak        | Spacewatch          | —         | MPC                           |
| 236950          | 2007 TF411 | 13 out 2007 | Catalina         | CSS                 | —         | MPC                           |
| 236951          | 2007 TD419 | 10 out 2007 | Catalina         | CSS                 | —         | MPC                           |
| 236952          | 2007 UW9   | 17 out 2007 | Anderson Mesa    | LONEOS              | —         | MPC                           |
| 236953          | 2007 UF14  | 16 out 2007 | Kitt Peak        | Spacewatch          | —         | MPC                           |
| 236954          | 2007 UP21  | 16 out 2007 | Kitt Peak        | Spacewatch          | —         | MPC                           |
| 236955          | 2007 UG23  | 16 out 2007 | Kitt Peak        | Spacewatch          | —         | MPC                           |
| 236956          | 2007 UN26  | 16 out 2007 | Mount Lemmon     | Mount Lemmon Survey | —         | MPC                           |
| 236957          | 2007 UF34  | 17 out 2007 | Anderson Mesa    | LONEOS              | Ursula    | MPC                           |
| 236958          | 2007 UT38  | 20 out 2007 | Catalina         | CSS                 | —         | MPC                           |
| 236959          | 2007 US59  | 30 out 2007 | Mount Lemmon     | Mount Lemmon Survey | —         | MPC                           |
| 236960          | 2007 UX74  | 31 out 2007 | Mount Lemmon     | Mount Lemmon Survey | —         | MPC                           |
| 236961          | 2007 UU98  | 30 out 2007 | Kitt Peak        | Spacewatch          | —         | MPC                           |
| 236962          | 2007 UD99  | 30 out 2007 | Kitt Peak        | Spacewatch          | —         | MPC                           |
| 236963          | 2007 UF105 | 30 out 2007 | Kitt Peak        | Spacewatch          | —         | MPC                           |
| 236964          | 2007 UX118 | 31 out 2007 | Kitt Peak        | Spacewatch          | —         | MPC                           |
| 236965          | 2007 VZ73  | 3 nov 2007  | Kitt Peak        | Spacewatch          | —         | MPC                           |
| 236966          | 2007 VO89  | 4 nov 2007  | Socorro          | LINEAR              | —         | MPC                           |
| 236967          | 2007 VG114 | 3 nov 2007  | Kitt Peak        | Spacewatch          | —         | MPC                           |
| 236968          | 2007 VD180 | 7 nov 2007  | Mount Lemmon     | Mount Lemmon Survey | —         | MPC                           |
| 236969          | 2007 VU234 | 9 nov 2007  | Kitt Peak        | Spacewatch          | —         | MPC                           |
| 236970          | 2007 XB3   | 3 dez 2007  | Catalina         | CSS                 | —         | MPC                           |
| 236971          | 2007 XC18  | 12 dez 2007 | Great Shefford   | P. Birtwhistle      | —         | MPC                           |
| 236972          | 2008 AV3   | 5 jan 2008  | Bisei SG Center  | BATTeRS             | —         | MPC                           |
| 236973          | 2008 CK157 | 9 fev 2008  | Catalina         | CSS                 | Juno      | MPC                           |
| 236974          | 2008 EK137 | 11 mar 2008 | Kitt Peak        | Spacewatch          | —         | MPC                           |
| 236975          | 2008 HG22  | 26 abr 2008 | Kitt Peak        | Spacewatch          | —         | MPC                           |
| 236976          | 2008 JA15  | 5 mai 2008  | Dauban           | F. Kugel            | —         | MPC                           |
| 236977          | 2008 ND5   | 10 jul 2008 | Siding Spring    | SSS                 | —         | MPC                           |
| 236978          | 2008 OG3   | 27 jul 2008 | Bisei SG Center  | BATTeRS             | —         | MPC                           |
| 236979          | 2008 OQ7   | 29 jul 2008 | Mount Lemmon     | Mount Lemmon Survey | —         | MPC                           |
| 236980          | 2008 OT9   | 31 jul 2008 | La Sagra         | Mallorca Obs.       | Juno      | MPC                           |
| 236981          | 2008 OG12  | 27 jul 2008 | La Sagra         | Mallorca Obs.       | —         | MPC                           |
| 236982          | 2008 OY12  | 29 jul 2008 | La Sagra         | Mallorca Obs.       | —         | MPC                           |
| 236983          | 2008 OJ25  | 30 jul 2008 | Kitt Peak        | Spacewatch          | —         | MPC                           |
| 236984 Astier   | 2008 PP21  | 4 ago 2008  | Eygalayes        | P. Sogorb           | —         | MPC                           |
| 236985          | 2008 PA22  | 4 ago 2008  | La Sagra         | Mallorca Obs.       | —         | MPC                           |
| 236986          | 2008 QU9   | 26 ago 2008 | La Sagra         | Mallorca Obs.       | —         | MPC                           |
| 236987 Deustua  | 2008 QX9   | 26 ago 2008 | La Sagra         | Mallorca Obs.       | Mitidika  | MPC                           |
| 236988 Robberto | 2008 QE12  | 25 ago 2008 | La Sagra         | Mallorca Obs.       | —         | MPC                           |
| 236989          | 2008 QW44  | 24 ago 2008 | Socorro          | LINEAR              | —         | MPC                           |
| 236990          | 2008 QH46  | 24 ago 2008 | Socorro          | LINEAR              | —         | MPC                           |
| 236991          | 2008 RM4   | 2 set 2008  | Kitt Peak        | Spacewatch          | —         | MPC                           |
| 236992          | 2008 RF9   | 3 set 2008  | Kitt Peak        | Spacewatch          | —         | MPC                           |
| 236993          | 2008 RC10  | 3 set 2008  | Kitt Peak        | Spacewatch          | —         | MPC                           |
| 236994          | 2008 RT10  | 3 set 2008  | Kitt Peak        | Spacewatch          | Mitidika  | MPC                           |
| 236995          | 2008 RW15  | 4 set 2008  | Kitt Peak        | Spacewatch          | —         | MPC                           |
| 236996          | 2008 RB23  | 4 set 2008  | Socorro          | LINEAR              | —         | MPC                           |
| 236997          | 2008 RE24  | 5 set 2008  | Socorro          | LINEAR              | —         | MPC                           |
| 236998          | 2008 RG35  | 2 set 2008  | Kitt Peak        | Spacewatch          | —         | MPC                           |
| 236999          | 2008 RQ39  | 2 set 2008  | Kitt Peak        | Spacewatch          | —         | MPC                           |
| 237000          | 2008 RM41  | 2 set 2008  | Kitt Peak        | Spacewatch          | —         | MPC                           |